# Parque natural del Cabo de Gata-Níjar
El Parque Natural Marítimo-Terrestre de Cabo de Gata-Níjar es un espacio natural protegido español situado en la provincia de Almería, Andalucía. Se trata del primero marítimo-terrestre de Andalucía, creado el 23 de diciembre de 1987 para conservar sus ecosistemas naturales y valores paisajísticos, atendiendo a intereses educativos, culturales, científicos, turísticos, recreativos y socio-económicos.

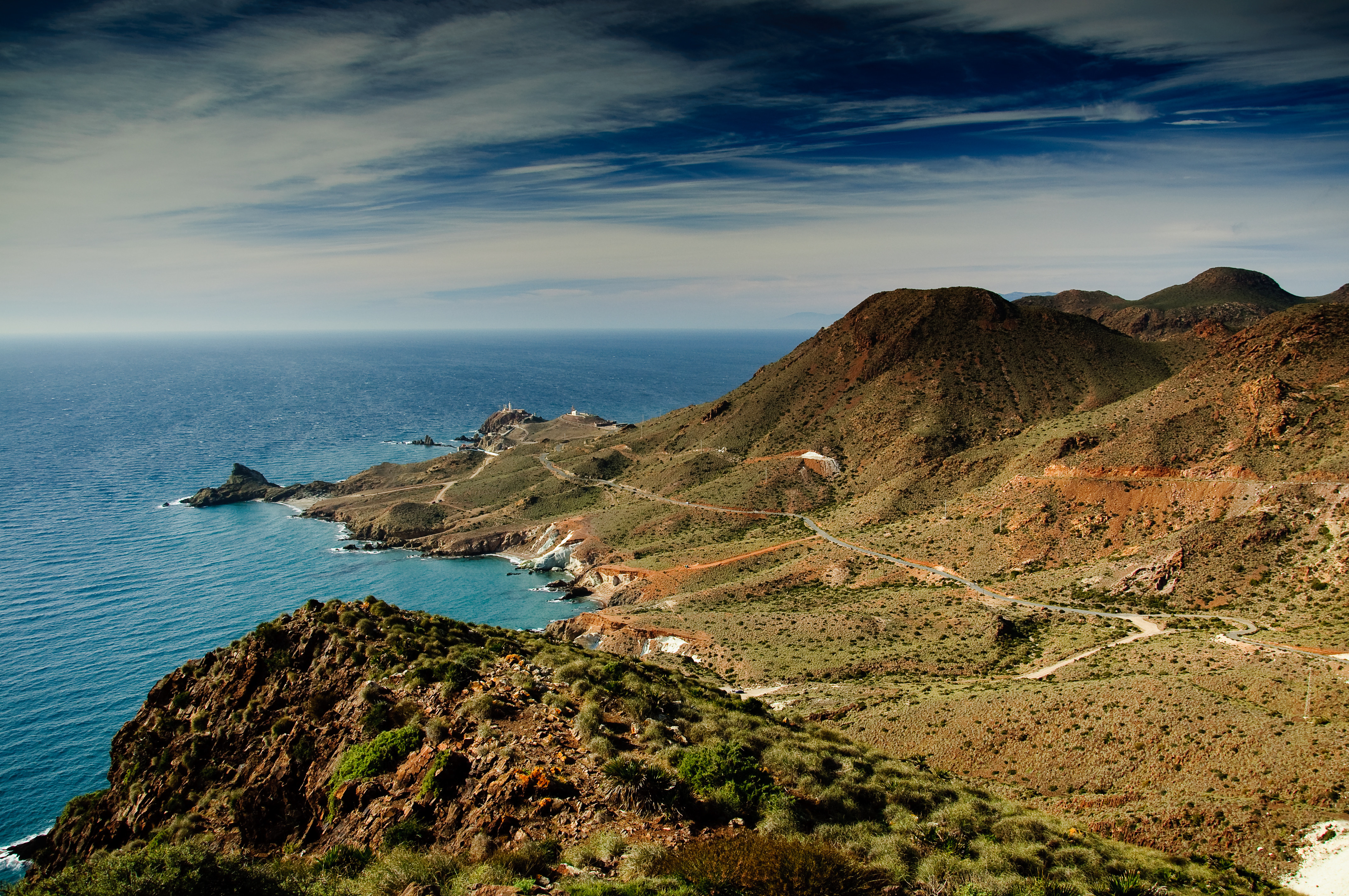
Zona del faro de Cabo de Gata

Es uno de los espacios naturales españoles, afectado por mayor número de figuras de protección, tanto de carácter natural como cultural. Estas inscripciones están fundamentadas en su riqueza geológica, ecológica, histórica, antropológica y paisajística:
- Es el paisaje más árido de Europa, y uno de los pocos de origen volcánico objeto de protección.[3][4]
- Sus 63 km de costa albergan acantilados y fondos marinos catalogados entre los de mayor calidad en el litoral mediterráneo español.[3]
- La fauna y la flora del parque incluyen un nutrido grupo de especies especialmente interesantes debido a ser endémicas o de distribución geográfica restringida a áreas próximas, estar amenazadas de extinción, ser esenciales para el desarrollo normal de los ecosistemas o constituir un recurso económico considerable.[5]
- El catálogo de vegetales está formado por más de 1000 especies terrestres y hasta 250 marinas, entre las que se cuentan algunas de suma importancia ecológica como la Posidonia oceanica. Por lo que respecta a la fauna, el parque cuenta con una impresionante diversidad de invertebrados terrestres y marinos. Entre los primeros se cuentan más de una veintena de endemismos y entre los segundos, se hallan representados la gran mayoría de los grupos taxonómicos descritos.[5][6]
- La ubicación geográfica y las características climáticas determinan que en la franja marítima protegida convivan especies marinas que pueblan normalmente a uno y otro lado de la frontera virtual que suponen las corrientes marinas entre el Cabo de Gata y el Norte de África, sin que se dé tal circunstancia en ningún otro punto del planeta.[7]
- El ser humano, a lo largo de la historia, ha dejado un rico legado que permite seguir de forma cronológica el modo de aprovechar los recursos, interactuando con la naturaleza y modelando el paisaje.[5]
- Estas actividades, lejos de alterar el entorno, han colaborado activamente en algunos casos a la conservación y mantenimiento del equilibrio ecológico, siendo la explotación salinera uno de los escasos ejemplos de armonía entre los procesos industriales y la protección del medio ambiente.[2]
- El desarrollo social y económico de la población está vinculado a la conservación del medio, haciéndose necesaria la regulación de las actuaciones efectuadas en el espacio protegido.[8]
- El faro de Cabo de Gata y el arrecife de las Sirenas son dos de los iconos más representativos de la provincia de Almería.[9]

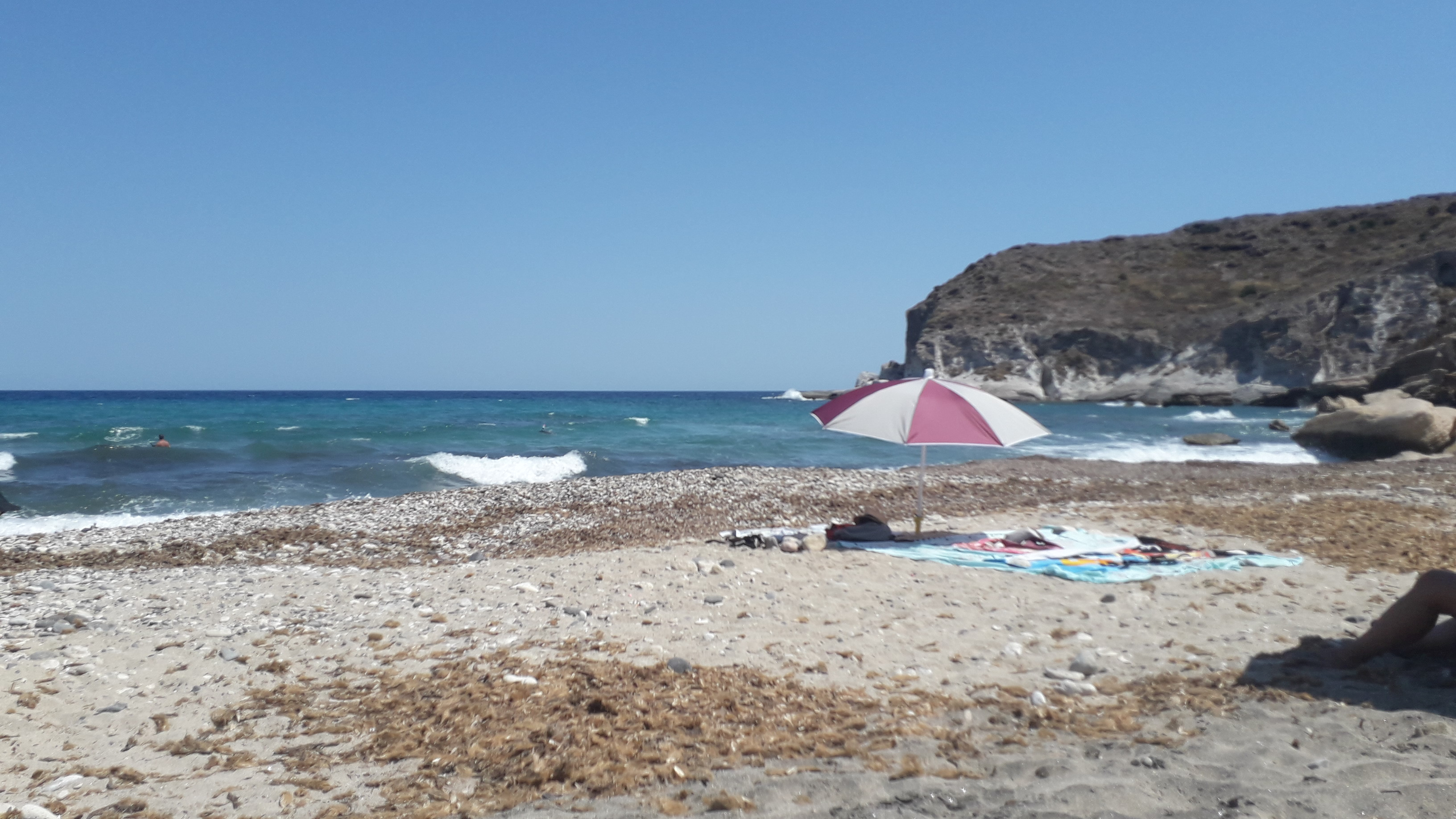
Cala del Plomo, agosto de 2022

## Régimen de protección

### Ámbito territorial

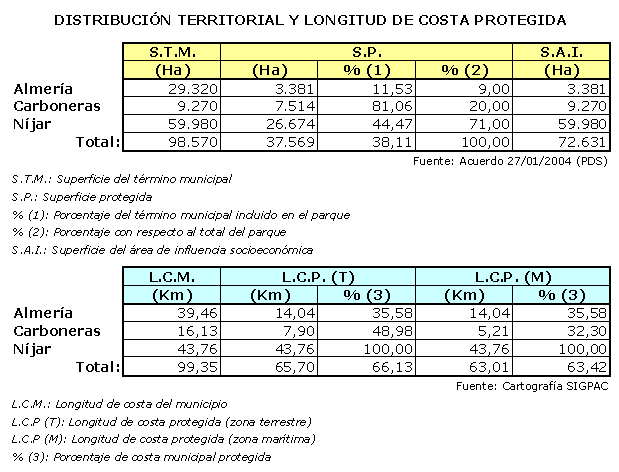
Datos territoriales del parque natural de Cabo de Gata-Níjar

Las 26 000 hectáreas protegidas por la norma de creación del parque natural, fueron ampliadas algunos años después, por Decreto 418/1994, de 25 de octubre, sustituido catorce años después por Decreto 37/2008, de 5 de febrero, al expirar el plazo de vigencia del anterior. Las nuevas tecnologías y la experiencia obtenida durante estos años, llevaron a precisar nuevamente los límites, que abarcan una extensión de 37 500 ha terrestres y 12 012 marinas, dotando además al parque de nueva cartografía.
El parque se ubica en el extremo suroriental de la península ibérica, ocupando parte de tres términos municipales de la provincia de Almería.
La franja marítima protegida se extiende a lo largo de 63 km entre la playa de las Salinicas en Carboneras y la Rambla de Aguas en el de la capital provincial, adentrándose hasta una milla náutica en el Mar Mediterráneo, siendo el mayor espacio marino protegido en la costa continental europea.
El Acuerdo de 27 de enero de 2004 extiende además el área de influencia socioeconómica del parque, incluyendo la totalidad de los términos municipales de Carboneras y Níjar, sin que se vea modificado el de Almería. También pertenece al parque natural una muy pequeña parte del municipio de Sorbas, aunque casi la mayoría de veces no se suele citar. Igualmente, una parte inapreciable del municipio de Lucainena de las Torres está dentro del parque natural.

### Tutela y responsabilidad

#### Organismos y entidades
La figura del parque natural se encuentra tutelada por la Agencia Andaluza de Medio Ambiente, dependiente de la Consejería de Agricultura Ganadería, Pesca y Desarrollo Sostenible, que cuenta con la Junta Rectora del Parque como órgano consultivo.
La Junta Rectora del Parque está constituida por:
- El Presidente, designado por el Consejo de Gobierno de la Junta de Andalucía a propuesta de la Agencia de Medio Ambiente.
- El Conservador del Parque, designado por la Agencia previa conformidad de la Junta Rectora, es el responsable de la administración y actúa como Secretario del órgano rector.
- Representantes de distintas Consejerías autonómicas, la Diputación Provincial y los tres ayuntamientos afectados.
- Representantes de los ciudadanos (propietarios y empresarios), las asociaciones conservacionistas y el Consejo Regional de Caza.
- Un representante del Consejo Superior de Investigaciones Científicas y otro de las universidades andaluzas.

La Reserva Marina, creada por Orden de 3 de julio de 1995, en el territorio del parque, es gestionada de forma compartida por el Ministerio de Medio Ambiente, Medio Rural y Marino y la Consejería de Medio Ambiente de la Junta de Andalucía.
Por lo que respecta a los bienes culturales inscritos en el Catálogo General del Patrimonio Histórico Andaluz corresponde a la Consejería de Cultura de la Junta de Andalucía su tutela y gestión, ocupándose la Agencia Andaluza de Medio Ambiente, de aquellos que figuran en el Plan de Ordenación de los Recursos Naturales, pero no forman parte del citado inventario.

#### Regulación normativa
La legislación vigente que afecta de manera específica al espacio protegido está constituida por las siguientes normas:
- Decreto 314/1987, de la Presidencia, de 23 de diciembre, de declaración del parque natural de Cabo de Gata-Níjar.(BOJA 6/1988, de 26 de enero) html Acceso: 20/5/2009.
- Orden de 3 de julio de 1995, por la que se establece la reserva marina de Cabo de Gata-Níjar.(BOE 165/1995, de 12 de julio) html Acceso: 23/5/2009.
- Resolución de 23 de enero de 2001, de la Dirección General de Bienes Culturales, por la que se resuelve inscribir en el Catálogo General del Patrimonio Histórico Andaluz, con carácter genérico colectivo, los aljibes, norias, molinas, molinos de viento y molinos hidráulicos del parque natural Cabo de Gata-Níjar, Almería.(BOJA 21/2001, de 20 de febrero.) pdf Acceso: 11/6/2009.
- Acuerdo de 27 de enero de 2004, del Consejo de Gobierno, por el que se aprueban los Planes de Desarrollo Sostenible de los parques naturales Cabo de Gata-Níjar, Sierras Subbéticas y Sierra de Aracena y Picos de Aroche.(BOJA 45/2004, de 5 de marzo) pdf Acceso: 20/5/2009.
- Decreto 37/2008, de 5 de febrero, por el que se aprueba el Plan de Ordenación de los Recursos Naturales y el Plan Rector de Uso y Gestión del parque natural Cabo de Gata-Níjar y se precisan los límites del citado parque natural. (BOJA 59/2008, de 26 de marzo) pdf Acceso: 20/5/2009.

#### Documentos de gestión
La Ley 2/1989, de 18 de julio, de creación del Inventario de Espacios Naturales Protegidos de Andalucía establece como necesaria la elaboración de tres documentos básicos para su gestión:
- El Plan de Ordenación de los Recursos Naturales (PORN), aprobado por Decreto 37/2008, de 5 de febrero, elabora un inventario del patrimonio natural y cultural que alberga el espacio y establece zonas sometidas a distintos grados de protección, en función de las distintas tipologías que caracterizan cada una de ellas.
- El Plan Rector de Uso y Gestión (PRUG), aprobado por Decreto 23/2008, de 5 de febrero, tiene como finalidad indicar las directrices a seguir en las actuaciones ejecutadas en el espacio protegido, con el fin de garantizar la conservación de los valores naturales y culturales que motivaron su creación.
- El Plan de Desarrollo Sostenible (PDS), aprobado por Acuerdo de 27 de enero de 2004, valora la situación socioeconómica, el estado de conservación del medio natural y los bienes culturales y las amenazas a las que se ve sometido, organizando las actuaciones a acometer para prevenir riesgos y solucionar problemas existentes.

Estos documentos atienden a las estipulaciones establecidas en los planes de carácter horizontal, publicados por las distintas administraciones públicas, para la gestión del patrimonio natural y cultural en sus ámbitos territoriales de competencia. En particular:
- Plan Forestal Andaluz, aprobado por Acuerdo de Consejo de Gobierno el 7 de febrero de 1989, por el que se aprueba el Plan Forestal Andaluz y su remisión al Parlamento.(BOJA 17/1989, de 3 de marzo) html Acceso: 15/6/2009.
- Plan General de Bienes Culturales de Andalucía, aprobado por Decreto 106/1995, de 25 de abril, por el que se acuerda la formulación del Plan General de Bienes Culturales de Andalucía para el período 1996-1999.(BOJA 76/1995, de 26 de mayo) html Acceso: 11/6/2009.
- Plan de Recuperación y Ordenación de las Vías Pecuarias de Andalucía, conforme al Decreto 155/1998, de 21 de julio, por el que se aprueba el Reglamento de Vías Pecuarias de la Comunidad Autónoma de Andalucía.(BOJA 87/1998, de 4 de agosto) asp Acceso: 15/6/2009.
- Plan Hidrológico de la Cuenca Sur, aprobado por Real Decreto 1664/1998, de 24 de julio, por el que se aprueban los Planes Hidrológicos de cuenca.(BOE 191/1998, de 11 de agosto) html Acceso: 15/6/2009.
- Plan de Ordenación del Territorio de Andalucía (POTA), según Decreto 206/2006, de 28 de noviembre, por el que se adapta el Plan de Ordenación del Territorio de Andalucía a las resoluciones aprobadas por el Parlamento de Andalucía en sesión celebrada los días 25 y 26 de octubre de 2006 y se acuerda su publicación.(BOJA 250/2006, de 29 de diciembre) html Acceso: 15/6/2009.
- Plan Andaluz de Acción por el Clima 2007-2012: Programa de mitigación, aprobado por Acuerdo de 5 de junio de 2007, del Consejo de Gobierno, por el que se aprueba el Plan Andaluz de Acción por el Clima 2007-2012: Programa de Mitigación.(BOJA 125/2007, de 5 de junio) pdf Acceso: 15/6/2009.

### Ordenación del territorio
El PORN establece una serie de zonas en el área protegida cuya delimitación tiene como finalidad ordenar el uso y los aprovechamientos siguiendo las disposiciones de la Ley 42/2007, de 13 de diciembre.

#### Zonas de reserva

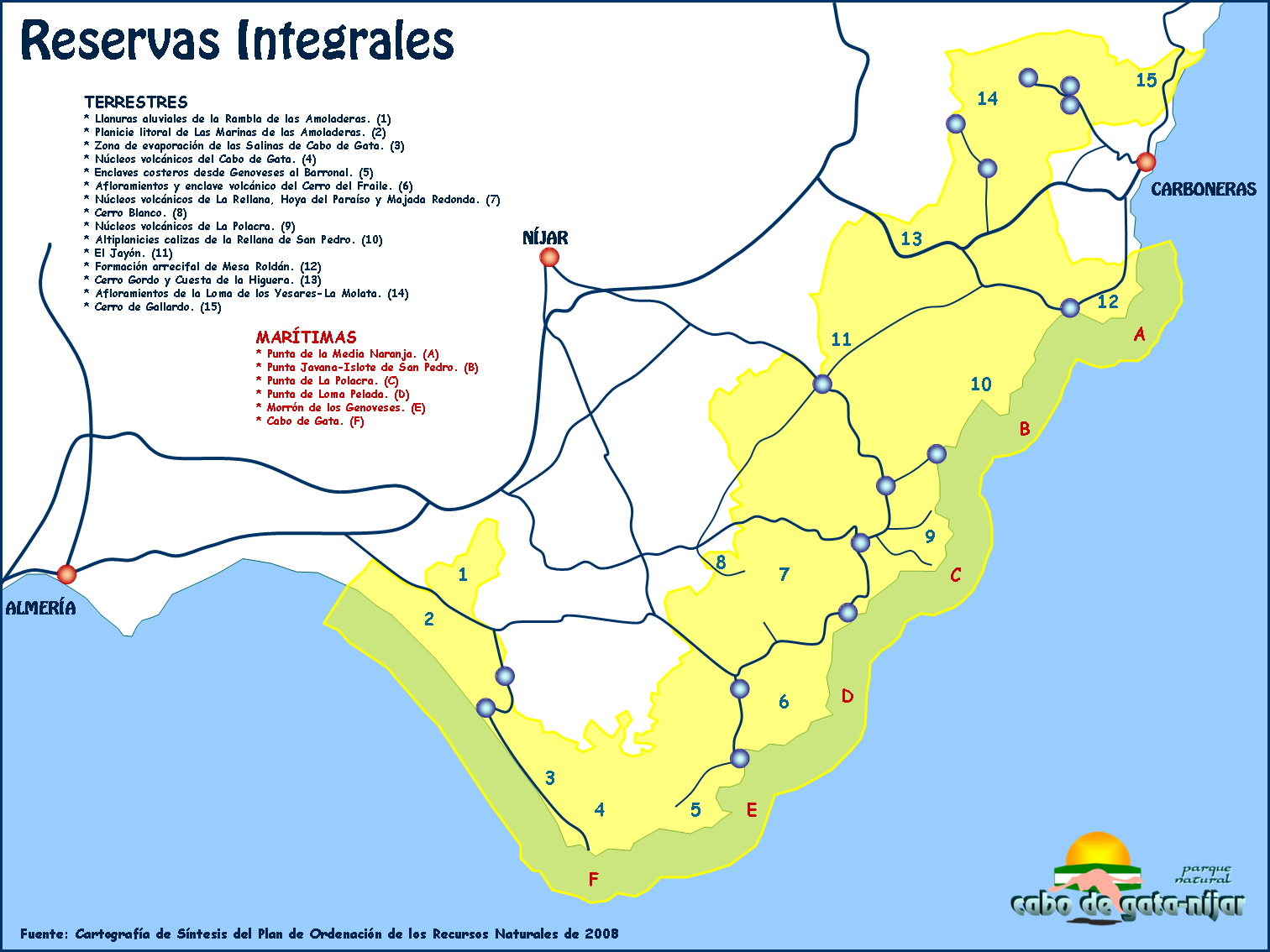
Reservas terrestres y marítimas del parque natural

Las Zonas A son espacios que albergan ecosistemas de importante valor ecológico, paisajístico o científico, por lo que requieren un nivel de protección especial. Coinciden con áreas bien conservadas en las que la huella humana es prácticamente nula, con la excepción de las salinas de Cabo de Gata, cuya explotación resulta imprescindible para garantizar la conservación de la riqueza ornitológica.
En estas zonas, que suponen el 18,4 % de la superficie total del parque, (6749 ha terrestres y 2395 marítimas), las actividades humanas están limitadas para minimizar el impacto, considerándose compatibles las relacionadas con la conservación, investigación y educación medioambiental.

##### Reservas terrestres
Por su valor geológico y el interés de la biodiversidad albergada, están declaradas como reservas terrestres (Zonas A1):
- Llanuras aluviales de la rambla de las Amoladeras. (1)
- Planicie litoral de Las Marinas de Cabo de Gata-Las Amoladeras. (2)
- Zona de evaporación de las salinas de Cabo de Gata. (3)
- Núcleos volcánicos del Cabo de Gata: Cerro de la Testa, Cerro de la Vela Blanca y Cerro de la Revancha. (4)
- Enclaves costeros desde Genoveses al Barronal. (5)
- Afloramientos y enclave volcánico del Cerro del Fraile. (6)
- Núcleos volcánicos de La Rellana, Hoya del Paraíso y Majada Redonda. (7)
- Cerro Blanco. (8)
- Núcleos volcánicos de La Polacra. (9)
- Altiplanicies calizas de la Rellana de San Pedro. (10)
- El Jayón. (11)
- Formación arrecifal de Mesa Roldán. (12)
- Cerro Gordo y Cuesta de la Higuera. (13)
- Afloramientos de la Loma de los Yesares-La Molata. (14)
- Cerro de Gallardo. (15)

##### Reservas integrales marítimas

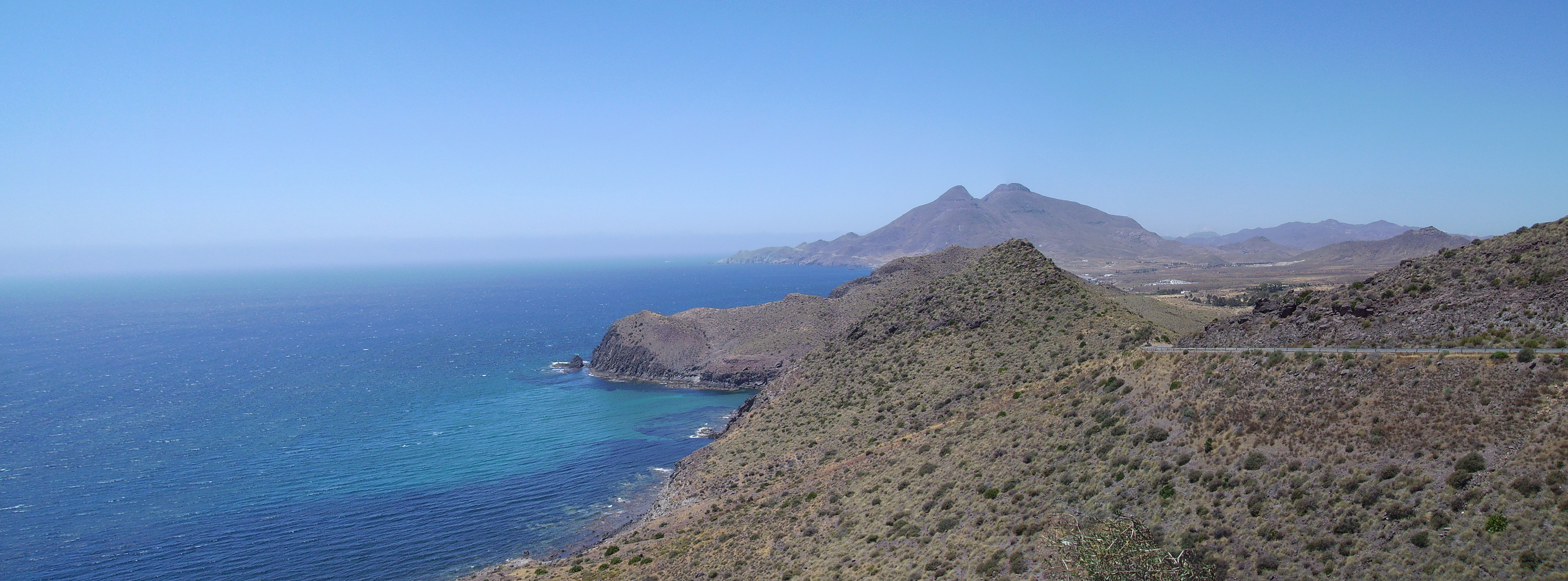
Mirador de la Amatista

El estado de conservación de los ecosistemas son valorados para establecer seis reservas marinas (Zonas A2), cuatro de las cuales (C, D, E y F), son incluidas también en la figura de Reserva Marina de Cabo de Gata-Níjar:
- Punta de la Media Naranja. (A)
- Punta Javana-Islote de San Pedro. (B)
- Punta de La Polacra. (C)
- Punta de Loma Pelada. (D)
- Morrón de los Genoveses. (E)
- Cabo de Gata. (F)

#### Áreas con regulación especial

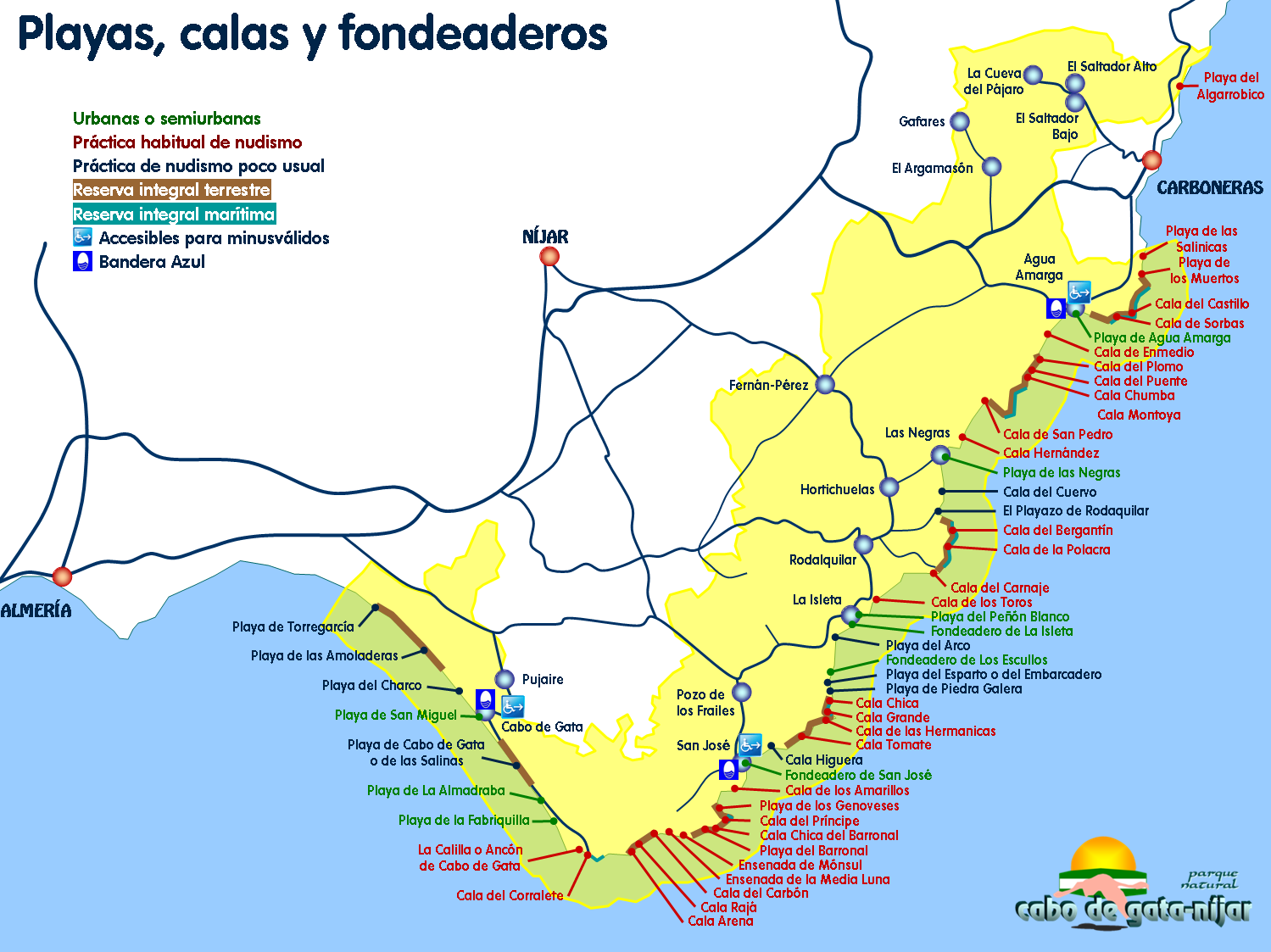
Playas del parque natural

Son aquellos espacios cuyo valor ecológico, científico, cultural o paisajístico es compatible con la actividad humana, e incluso interesante en algunos casos, vinculándose normalmente al aprovechamiento de los recursos renovables sin que se vea afectado el valor ecológico del área. Las actividades forestales, los aprovechamientos primarios extensivos, la investigación, el turismo sostenible y la educación medioambiental son promovidos en estas zonas.
La superficie total de las Zonas B supone el 73,5% del total del parque, y se diferencian cuatro tipologías terrestres y una marítima.
- Áreas naturales de interés general (Zonas B1): Ocupan 19 438 ha y se incluyen espacios terrestres en los que las actividades humanas son compatibles con la prevención de la erosión, el mantenimiento de la biodiversidad, la regulación de los recursos hídricos y el enriquecimiento del valor paisajístico:
- Áreas seminaturales con usos tradicionales (Zonas B2): Con una extensión de 7129 ha, son zonas en las que la agricultura tradicional ha modelado el paisaje dando lugar a llanuras con cultivos de cereales, trigo fundamentalmente, que posibilitan una rica avifauna esteparia, y pequeñas huertas que salpican el entorno. Las áreas agrícolas abandonadas en proceso de regeneración natural y ciertas zonas relacionadas con la actividad salinera son incluidas en esta categoría, en la que se desarrollan además, dos de los hábitats destacados como prioritarios por la Directiva 92/43/CEE: las zonas subesteparias de terófitos y los matorrales arborescentes de Ziziphus lotus.
- Áreas litorales de esparcimiento (Zonas B3): Existen 154 ha de playas que, a pesar de localizarse a cierta distancia de los núcleos urbanos costeros y carecer de accesos practicables en algunos de los casos, tienen gran demanda como zonas de baño.
- Playas urbanas (Zonas B4): Ocupan tan solo 27 ha, pero requieren un equipamiento especial debido del intenso uso, al ser muchas de ellas, uno de los principales reclamos turísticos del espacio protegido.
- Áreas marinas con aprovechamientos primarios o de esparcimiento (Zonas B5): Las 9617 hectáreas del parque natural no catalogadas como reservas marinas (A2) sirven de zonas de amortiguación. En ellas se permite el aprovechamiento sostenible de los recursos pesqueros y el desarrollo de actividades náuticas y submarinas compatibles con la conservación de los ecosistemas.

#### Zonas de regulación común
Con el fin de garantizar el aprovechamiento sostenible minimizando el impacto sobre el espacio natural y de restaurar las áreas degradadas, se establecen tres tipos de zonas que suponen el 7,3% de la superficie total del parque natural:
Las zonas de cultivos agrícolas (Zonas C1) ocupan 2831 ha caracterizadas por el mantenimiento de los suelos y su valor agrícola.
En el interior del parque existen 551 ha en las que los sistemas de explotación hacen necesario el establecimiento de zonas de agricultura intensiva bajo plástico (Zonas C2) en la que han de garantizarse las prácticas ecológicas y la correcta gestión de residuos.
La tercera zona de regulación común la constituyen los núcleos habitados y otras zonas transformadas (Zonas C3), incluyendo los suelos no urbanizables del hábitat rural diseminado, las agrupaciones residenciales de cierta entidad, los campamentos turísticos, las instalaciones para la gestión y el uso público del parque, las zonas alteradas por las explotaciones mineras y otras áreas degradadas por la acción humana.

#### Áreas excluidas de la zonificación ambiental
Las Zonas D se definen textualmente: "Se incluyen aquellas áreas no incluidas en las categorías anteriores, en concreto, aquellos suelos urbanos y urbanizables cuyo desarrollo, a priori, se considera posible siempre que se determine su no afección a los hábitats naturales y las especies que motivaron la inclusión de este espacio natural en la Red Natura 2000".

### Otras figuras de protección
Además de los numerosos bienes inmuebles ubicados en el parque que forman parte del Catálogo General del Patrimonio Histórico Andaluz, el entorno Cabo de Gata-Níjar cuenta con las siguientes figuras de protección:

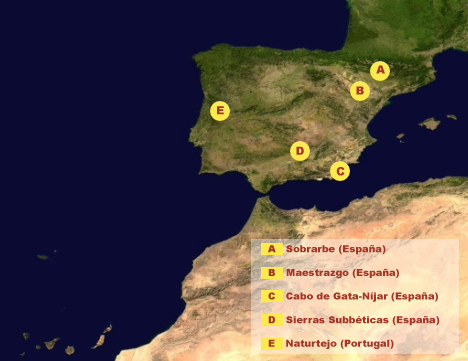
Geoparques en España y Portugal en 2007

- 1989 - Las Salinas de Cabo de Gata son incluidas en la Lista de Humedales de Importancia Internacional según el Convenio de Ramsar en virtud de las importantes poblaciones de aves acuáticas que albergan. La inscripción, con una superficie de 300 ha, requiere la aplicación de las recomendaciones que dicho convenio establece en relación con los humedales, ocupándose de ello el Plan Andaluz de Humedales, enmarcado en el Plan Estratégico Español para la Conservación y el Uso Racional de los Humedales.[12]
- 1989 - BirdLife International inscribe la Sierra y Salinas del Cabo de Gata en su inventario de áreas importantes para la conservación de las aves (IBA), con una extensión de 46 100 ha.[13]
- 1989 - La anterior inscripción origina que el parque sea propuesto como Zona de Especial Protección para Aves (ZEPA) en virtud de lo dispuesto por la Directiva 79/409/CEE, del Consejo, de 2 de abril de 1979.[6]
- 1992 - Cuando se crea la Red Natura 2000 por Directiva 92/43/CEE, el parque entra a formar parte de ella como ZEPA, inscribiéndose también como Lugar de Interés Comunitario (LIC) y ratificándose en 2006 y 2009.[6][14][15]
- 1997 - La UNESCO incluye el parque en la Red Mundial de Reservas de la Biosfera, con una superficie protegida de 49.624 ha.[16]
- 2001 - La Unión Europea declara parte de los fondos marinos del parque Zona de Especial Importancia para el Mediterráneo (ZEPIM) de acuerdo con el Convenio de Barcelona.[5][17]
- 2001 – El parque es catalogado como geoparque, nominación que se ratifica en 2006, entrando a formar parte de la Red de Geoparques Europeos y de la Red Mundial de Geoparques de la UNESCO.[3][18]
- 2008 - El parque se adhiere a la Carta Europea de Turismo Sostenible (CETS).[17]

## Características físicas del medio
El medio físico que soporta el parque está condicionado por una climatología de considerable aridez, su proximidad al mar y los fenómenos orogénicos de naturaleza volcánica con posterior depósito de sedimentos. Sus valores radican tanto en la variedad de recursos interesantes desde el punto de vista científico y divulgativo, como en la accesibilidad a los mismos, lo que facilita considerablemente su observación y estudio.
De hecho, es uno de los cuatro miembros españoles de la Red de Geoparques Europeos, por ser una de las escasas áreas subdesérticas europeas y poseer 50 km de acantilados rocosos considerados entre los mejor preservados de la costa mediterránea continental.

### Climatología
La Cordillera Bética evita la incidencia de las borrascas atlánticas que proporcionan la mayor parte de las precipitaciones regionales, haciendo de gran parte de la provincia de Almería, y en especial de esta región el área de mayor aridez del país, estableciéndose el mínimo nacional durante el periodo 1961-1990 en los 156 mm/año registrados en Cabo de Gata.
Por otro lado la media pluviométrica histórica en las dos estaciones meteorológicas del parque arrojan unos datos de 183 mm/año en el faro de Cabo de Gata y de 271 en el de Mesa Roldán, con escasa oscilación a lo largo de toda la serie registrada, siendo el mínimo recogido de 37 mm/año en el primero y el máximo de 674 en el segundo.
Las temperaturas ambientales son estables a lo largo de todo el año, con medias anuales entre 18 y 20 °C y oscilaciones entre los meses más fríos y los más cálidos inferiores a 15 °C. Los veranos son cálidos, con medias de 26 °C y los inviernos suaves (media de 12 °C), en los que raramente se producen heladas, siendo escasas las entradas existentes con temperaturas inferiores a 0 °C.
Otra de las características climáticas del área es la considerable actividad eólica, determinante de factores geomórficos y evolutivos. Los datos publicados indican un promedio de 307 días de viento al año, siendo predominantes los de levante y poniente, y en menor medida los de norte y sureste. Brisas con velocidad entre 10 y 20 km/h están presentes durante gran parte del año, con un promedio mensual de 2-3 días de temporal.

### Orogénesis

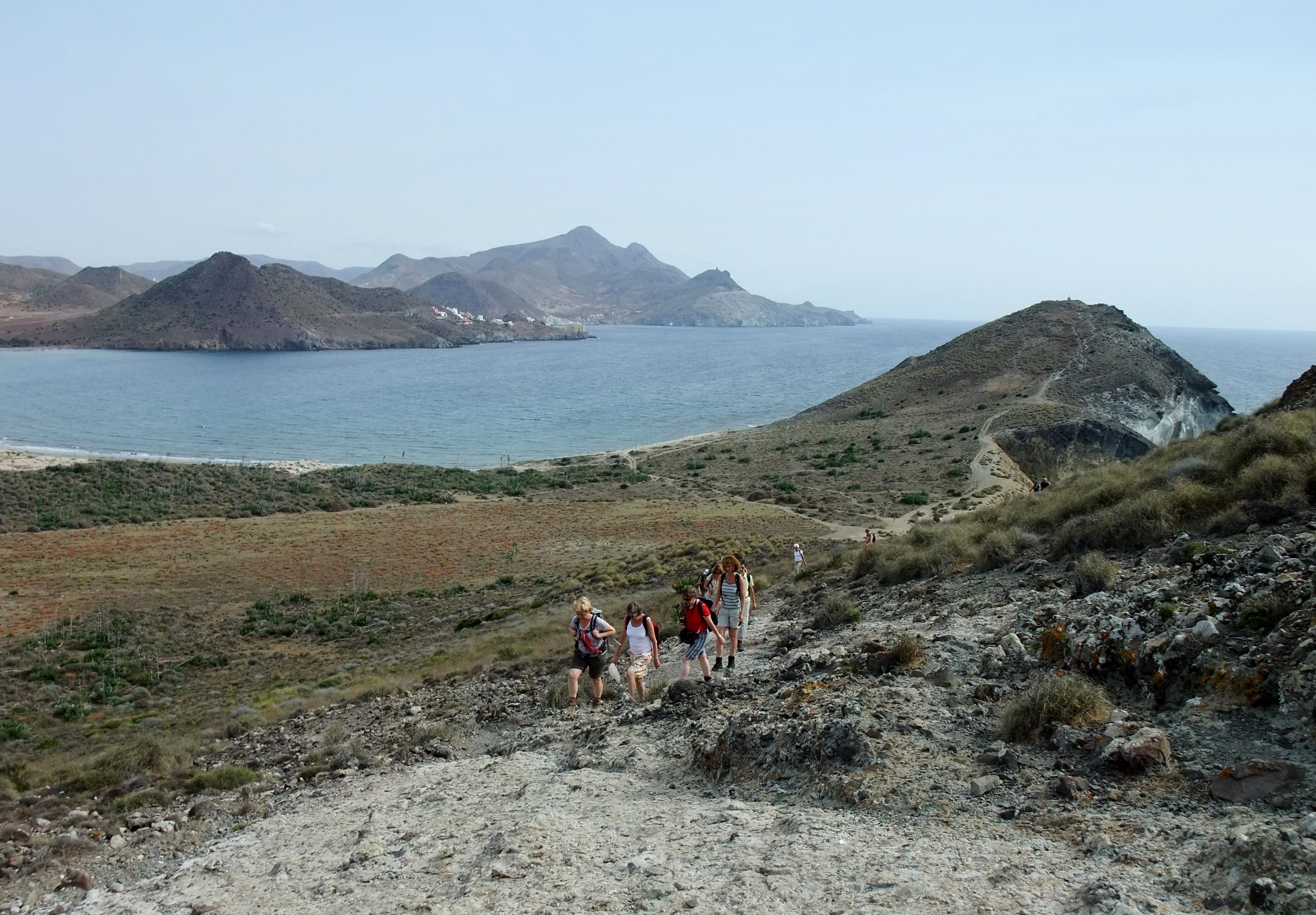
Playa de los Genoveses

El parque presenta un paisaje en el que, a grandes rasgos, se diferencian tres unidades fisiográficas, originadas por sendos complejos geológicos: la Sierra de Cabrera en el norte del espacio, los volcanes y arrecifales de la Sierra del Cabo de Gata, y la llanura litoral del Golfo de Almería en la porción suroccidental.

#### Complejo Sierra Cabrera-La Serrata de Níjar
Los inicios de su formación datan de cientos de millones de años, cuando el mar bañaba las actuales laderas de la Sierra de los Filabres. Los sedimentos depositados en sus fondos, sometidos a la presión ejercida por el choque entre las placas Euroasiática y Africana fueron dando lugar a distintas rocas de naturaleza metamórfica (esquisto, cuarcita, calcitas...).
La Sierra de Cabrera, que constituye el extremo oriental de las formaciones alpujárrides de los sistemas béticos y el límite septentrional del parque natural, es consecuencia de estos fenómenos orogénicos. El punto más alto del parque, el Pico de la Serrata, se halla en el extremo noroccidental del término municipal de Carboneras, en la vertiente sur de esta sierra, alzándose 562 metros sobre el nivel del mar.
Los mismos fenómenos orogénicos provocaron la fractura de la Falla de Carboneras, dando lugar al afloramiento yesífero conocido con el nombre de La Serrata de Níjar, una pequeña cadena montañosa que se eleva en el límite occidental del parque discurriendo en dirección noreste-suroeste. La porción suroccidental de esta formación no se localiza en el interior del espacio protegido, pero está amparada por una propuesta como Lugar de Importancia Comunitaria dentro de la Red Natura 2000.

#### Sierra del cabo de Gata

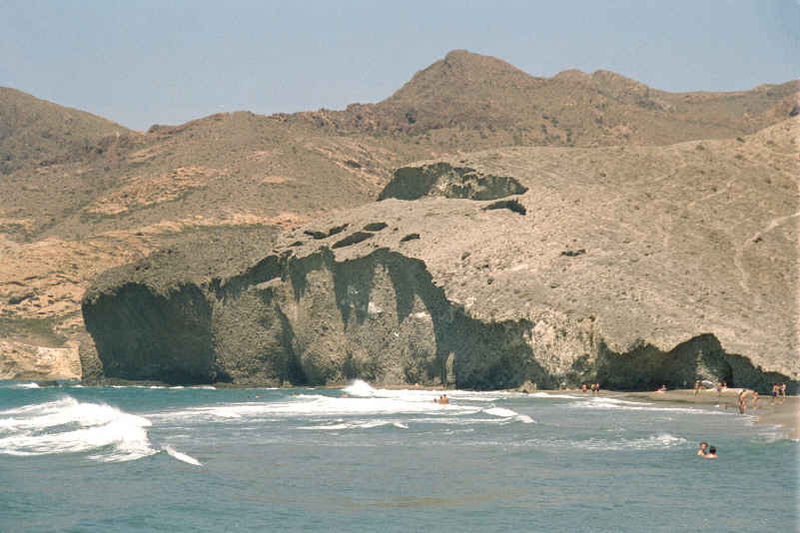
Coladas volcánicas en la playa de Mónsul

La Sierra del Cabo de Gata corresponde a la segunda fase orogénica del medio. Se trata de la porción emergida de una cordillera submarina de origen volcánico que recorre el fondo del Mar de Alborán, hasta alcanzar un máximo en la cima del Cerro del Fraile a 492 metros sobre el nivel del mar.
Durante más de nueve millones de años, en el Mioceno, el contacto entre las placas tectónicas, dio lugar a la sucesión de numerosas erupciones de magma en forma de cuatro episodios complejos que se alternaron con periodos de inactividad.
Las cimas volcánicas afloraban a la superficie mientras que en los periodos de inactividad, los asentamientos de corales y algas calcáreas sobre las laderas sumergidas originaban arrecifes a la vez que sobre el suelo se depositaban sedimentos carbonatados originados por la erosión.
La elevación progresiva del suelo dejó al descubierto una especie de archipiélago paralelo a la primitiva línea de costa, formado por numerosas islas e islotes que, tras el retroceso marino, terminaron formando la actual sierra.
Estratos de rocas ígneas alternando con sedimentos carbónicos forman el perfil geológico de esta parte del Mediterráneo Occidental, que puede ser estudiado en las paredes de los actuales picos y mesetas arrecifales fósiles. Este hecho y las variadas formas volcánicas originadas por la heterogeneidad de las condiciones en las que se produjo el enfriamiento de la lava, incrementan el valor geológico del parque natural.

#### Depresiones de Almería y Níjar
El retroceso del mar supuso la tercera y última fase de formación del medio. La retirada de las aguas dejó al descubierto una capa de sedimentos procedentes de fenómenos erosivos anteriores y las depresiones del Golfo de Almería y del Campo de Níjar se fueron convirtiendo en tierra firme, a lo que contribuyeron los depósitos de material erosionado procedente de las escorrentías en las distintas cuencas que esculpen el perfil.
El extremo oriental del Golfo de Almería constituye el área suroccidental del parque y en ella se desvela la historia natural del Mediterráneo Occidental desde el Pleistoceno a nuestros días, con abundantes registros fósiles en forma de dunas y playas antiguas, escalonadas en cuatro niveles entre hace 250 000 y 95 000 años, con presencia de especies como el gasterópodo Strombus bubonius, que atestiguan la existencia de antiguos mares subtropicales en la zona.
La intensa actividad eólica que caracteriza la zona, condiciona un paisaje en el que las dunas móviles son abundantes en la costa, asentándose sobre la base que constituyen las playas fósiles, para cerrar albuferas en diversos puntos del litoral, entre las que adquiere especial relevancia por su extensión, actividad salinera y diversidad biológica: la conocida popularmente como Salinas de Cabo de Gata.

### Edafología
La variedad de sustratos, la alternancia de periodos de climatología variada a lo largo de la historia geológica y el uso humano tradicional da como resultado una diversidad de tipologías edáficas en la que quedan representadas, gran parte de las que son características de ecosistemas áridos o semiáridos.
Por regla general son suelos con escaso espesor, resultantes de los intensos fenómenos erosivos a los que están sometidos, aunque se alternan con perfiles en los que abunda la materia orgánica, rasgo característico de suelos en los que predominan los fenómenos de formación. Este hecho indica que en estas áreas, siempre que no se alteren las condiciones ambientales actuales, la evolución de los mismos será previsiblemente positiva.
En el PORN de 2008 se establece la erosión como el mayor riesgo de desertización, aunque considera que solo un 6,4% de la superficie se ve amenazada por procesos severos, si bien en los programas de recuperación, debería incluirse una territorio adicional correspondiente al 7,1% del total del área protegida.
No obstante, la mayor parte de la superficie se ve poco afectada por tales procesos degenerativos gracias a la pedregosidad de la superficie y a la densa cobertura arbustiva de grandes áreas del parque.
La salinización que afecta a los suelos áridos debida a procesos naturales de pérdida hídrica y concentración salina no puede considerarse un signo de degradación, pero se han detectado áreas de regadío en las que este proceso se debe a un manejo inadecuado, como el uso excesivo de fertilizantes o el agotamiento de los acuíferos, lo que constituye, a juicio de BirdLife International, una de las amenazas a las que se enfrenta el espacio natural.

### Hidrografía

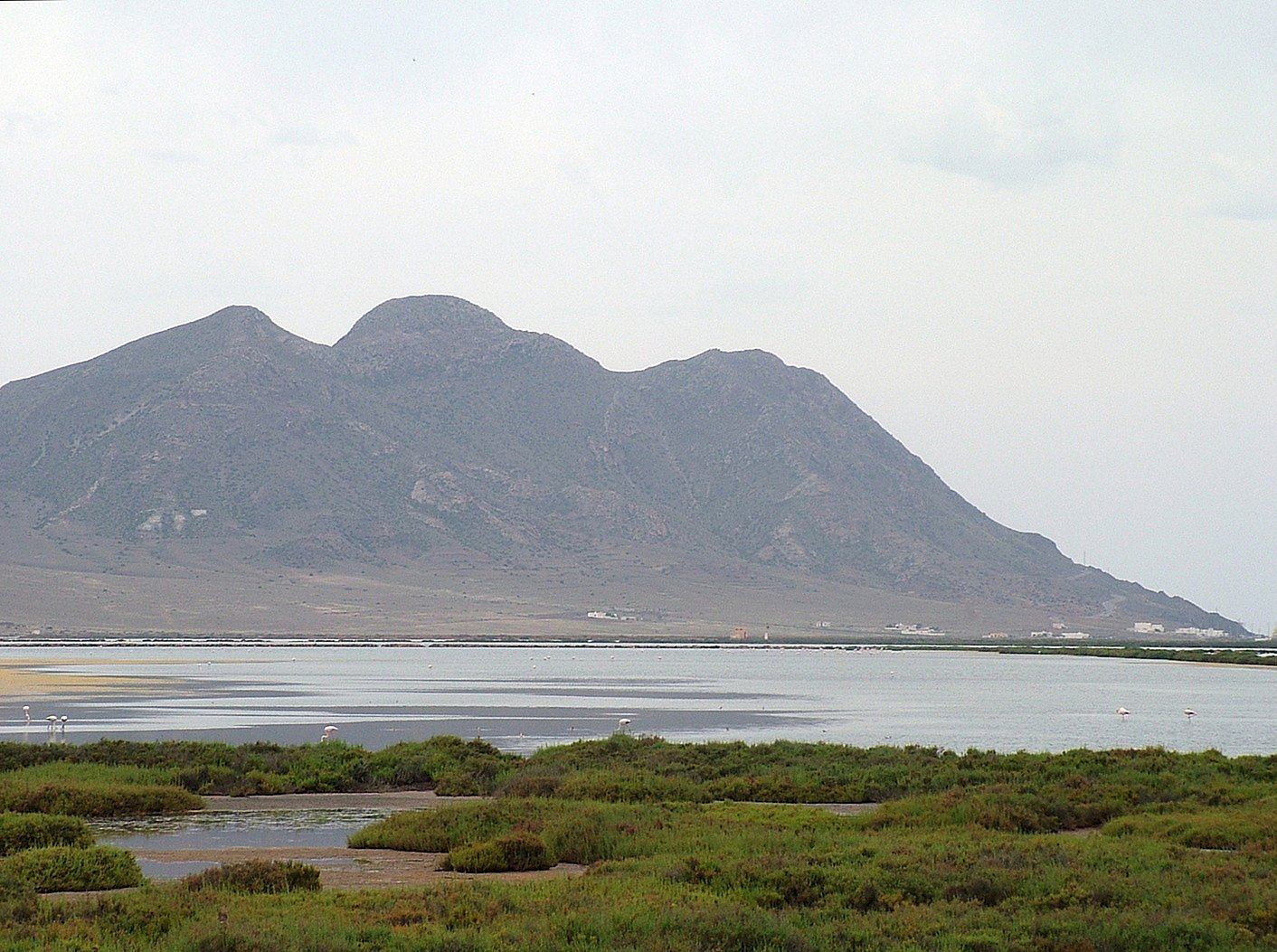
Las Salinas de Cabo de Gata

Administrativamente, el área se adscribe a la Cuenca Hidrográfica Sur, subcuenca Campo de Níjar, y desde el punto de vista hidrogeológico, pertenece al sistema acuífero Níjar-Carboneras, constituido a su vez por las siguientes unidades:
- La Rambla de la Palmerosa. Con recursos escasos, alrededor de 0,5 Hm3/año, que resultan deficitarios.
- El Hornillo - Fernán-Pérez. Con un déficit hídrico de 2 Hm³/año, los acuíferos de esta unidad hidrogeológica presentan alta salinidad, no haciéndolas recomendables para uso agrícola, ni aptas para consumo humano.
- La Sierra del Cabo de Gata. Con datos insuficientes que no permiten establecer un modelo de gestión en el Plan de Desarrollo Sostenible.
- El Alquián - Cabo de Gata. Acuíferos sobreexplotados con alta salinidad y trazas de contaminación con materia orgánica, debida a intrusiones marinas en zonas próximas a la costa.

El aprovechamiento actual de estas aguas por parte del hombre es prácticamente nulo, aunque en otros momentos de la historia se han sobreexplotado los recursos.

#### Cauces fluviales
La escasez y el marcado carácter estacional de las lluvias (principalmente en otoño e invierno), unido a las altas temperaturas hacen que no existan excedentes hídricos en ninguna época del año. Las cuencas fluviales, se corresponden con las conocidas como subtropicales mediterráneas, caracterizadas por cursos cortos y de pendiente considerable, cuyo cauce permanece seco durante largas temporadas, con la excepción del río Alías, la fuente de la Cala de San Pedro, el Barranco de las Agüillas y Las Negras, donde se producen afloramientos con escaso caudal que originan oasis de extensión limitada.
El norte del parque está recorrido por el río Alías y dos de sus ramblas tributarias, la Palmerosa y la del Saltador. El último tramo del curso principal marca parte del límite del área de exclusión periférica de Carboneras, hasta desembocar en la playa del Algarrobico.
La vertiente oriental de la Sierra del Cabo de Gata se esculpe con numerosas ramblas, barrancos y cañadas: Cañada Méndez, Rambla del Plomo, Rambla del Granadillo, Rambla de las Yeguas y Cañada de Majada Redonda son algunas de ellas.
Las llanuras meridionales están recorridas por tres ramblas con menor pendiente en las que existen abundantes depósitos aluviales. Son la Rambla de Morales, la Rambla de las Amoladeras y la Rambla de Aguas. Esta última configura el límite occidental del espacio protegido.

#### Humedales
La Rambla de las Higueras y la Rambla del Pozo del Cigarrón conducen sus cauces hacia la playa de Cabo de Gata formándose una albufera entre la desembocadura de ambas, conocida como Salinas de Cabo de Gata.
El suelo está compuesto por sedimentos procedentes de los aluviones y de la arena dunar que cierra el paso a los cauces. El agua, tiene su origen en las corrientes subterráneas y escorrentías de las ramblas, de las escasas lluvias que se producen en la zona y de infiltraciones de agua de mar, resultando un complejo lacunar salobre en el que la explotación humana de las salinas no está reñida con la vida salvaje de numerosas aves, que justifica algunas de las figuras de protección con que cuenta el parque.
Cerca de ésta, la desembocadura de la Rambla de Morales en la playa del Charco, forma otro complejo de albuferas deltaicas.
De menor extensión, otros saladares se forman temporalmente en la playa de los Genoveses, el playazo de Rodalquilar, la Rasa de Pujaire y la desembocadura del río Alías.

#### Biotopo parque natural marino Cabo de Gata
Mareas: 0,40 de media
Temperatura: La temperatura del agua de la superficie varía según la estación del año. 
Entre 21 y 30 °C en verano, entre 10 y 15 °C en invierno, la temperatura aumenta de oeste a este. A partir de los 100 a 200 m la temperatura se mantiene constante ± 13 °C. 
Salinidad: Media 3,8 % contenido de sal. Aumenta de este a oeste de 3,7 % a 3,9 % c/sal.
Clima: lluvioso en otoño y primavera; y en verano seco y caluroso.

### Oceanografía

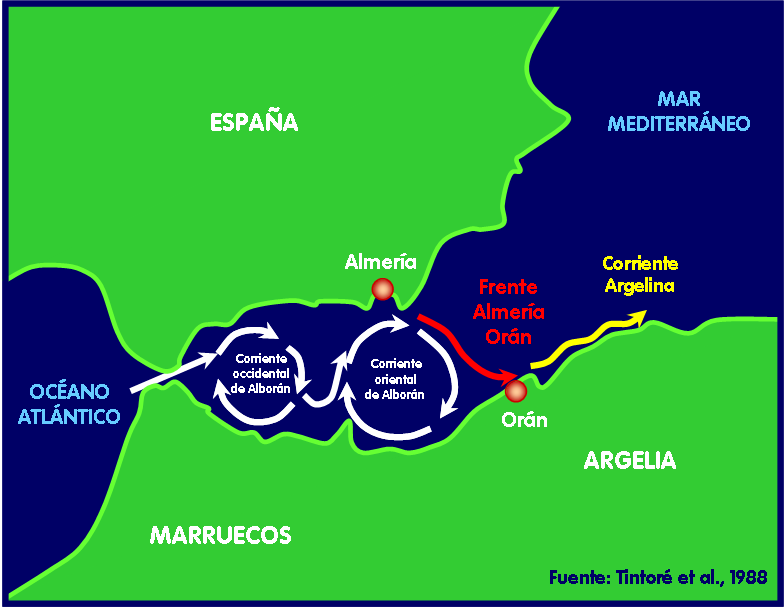
Esquema de las corrientes superficiales en el mar de Alborán

El parque natural tiene una superficie marítima protegida de aproximadamente 12 000 hectáreas, que discurren paralelas a la costa hasta 1 milla mar adentro, desde la playa de las Salinicas en Carboneras hasta la Rambla de Aguas en el término municipal de Almería.
A lo largo de los más de 60 km de costa, contrastan los acantilados y calas pequeñas del litoral levantino, con las playas de arena y grava del meridional.
Los fondos marinos combinan arrecifes rocosos que llegan a una profundidad máxima de 60 metros bajo el nivel del mar, con playas llanas de pendiente menos pronunciada.
Las corrientes atlánticas confluyen frente al Cabo de Gata con las que descienden paralelas a la costa mediterránea española, originando una nueva en dirección al norte de África conocida como Frente Almería-Orán.
El flujo de aguas profundas en sentido inverso y las aportaciones del Atlántico garantizan el aporte de nutrientes y permiten los flujos migratorios que aseguran la biodiversidad que justifica gran parte de las figuras de protección que amparan al parque natural.
El PORN asegura que el estado de las aguas es bueno, sin que se describan focos de contaminación, posibilitando ricas comunidades marinas y considera la zona como de alto interés biogeográfico.

## Biodiversidad
El valor ecológico ha sido el justificante último de gran parte de las figuras de protección por las que se ve afectado el parque natural del Cabo de Gata-Níjar:
- Se halla localizado en áreas biogeográficas críticamente amenazadas para el Fondo Mundial para la Naturaleza.[21]
- El medio natural cuenta con hábitats considerados como prioritarios por la Directiva de Hábitats de la Unión Europea, algunos de ellos endémicos o de distribución localizada.[5]
- El catálogo de especies animales y vegetales incluye un nutrido grupo de ellas especialmente interesantes debido a ser endémicas o de distribución geográfica restringida a áreas próximas, estar amenazadas de extinción, ser esenciales para el desarrollo normal de los ecosistemas o constituir un recurso económico considerable.[5]
- Esta zona ha servido de puente entre el norte de África y la península ibérica a lo largo de la historia geológica, permitiendo que algunas especies habiten ambas orillas del Mediterráneo; son los conocidos como endemismos iberoafricanos, íbero-magrebíes o ibero-mauritánicos.[18]

### Descripción del medio natural

#### Caracterización biogeográfica
El Fondo Mundial para la Naturaleza describe como críticamente amenazadas las ecorregiones terrestres y marítimas en las que se halla enmarcado el parque:
El espacio terrestre, asociado al bioma de bosque, monte bajo y matorral mediterráneo forma parte de la ecorregión “Monte bajo y matorral del sureste de la península ibérica”, en la región paleártica.
El territorio marítimo pertenece a dos ecorregiones distintas: la franja que discurre paralela a la costa meridional pertenece a la del Mar de Alborán, mientras que la correspondiente al litoral levantino se integra en la del Mediterráneo Occidental, ambas pertenecientes a la provincia del Mar Mediterráneo en la región templada del Atlántico Norte.

#### Hábitats

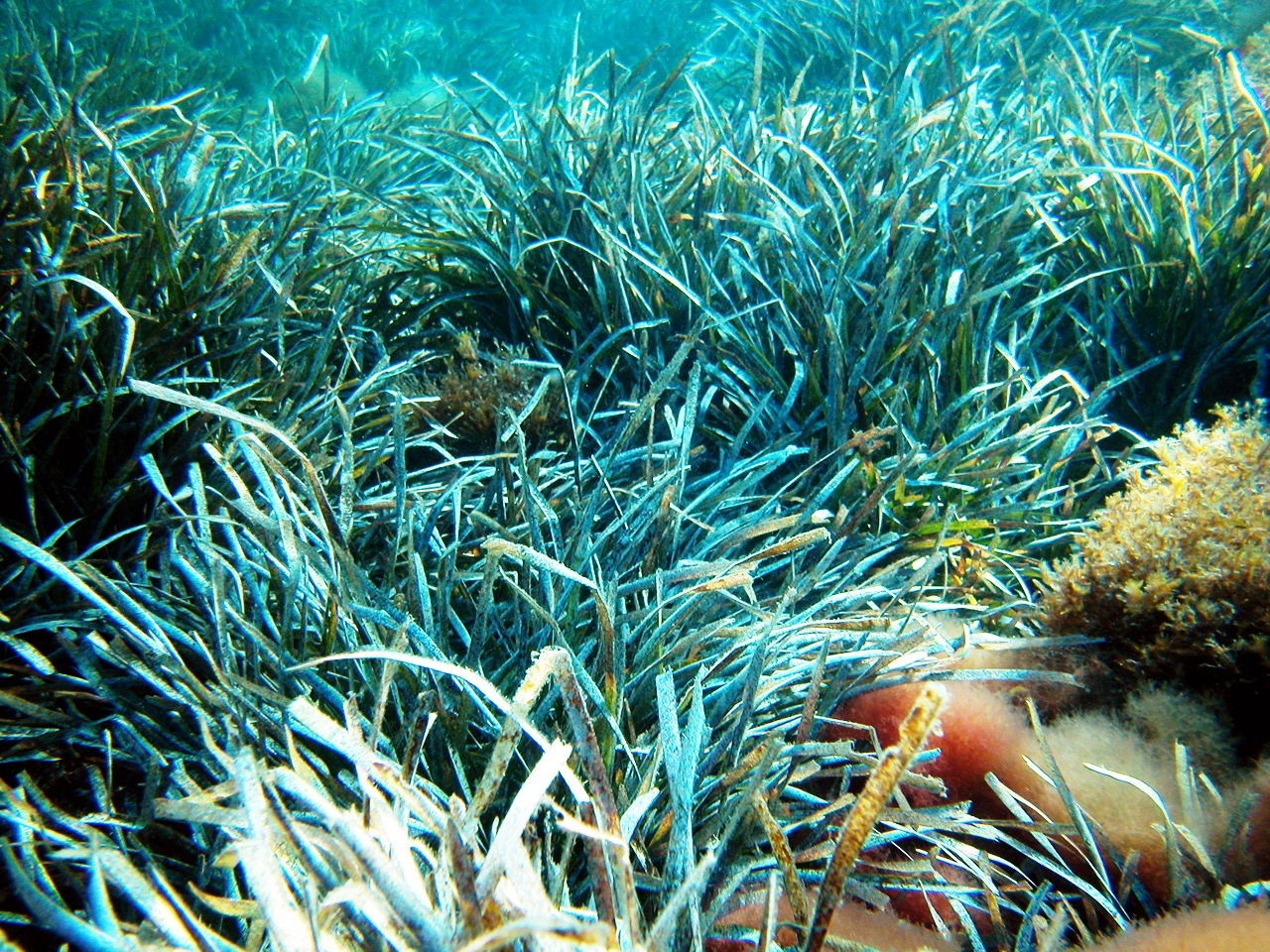
Pradera de Posidonia oceanica

Siguiendo la caracterización establecida en la Directiva 92/43/CEE, y el inventario de biotopos del Proyecto CORINE (Programa europeo para coordinar la información medioambiental), encontramos en el parque veintisiete hábitats naturales y seminaturales y siete artificiales. De entre todos ellos, siete son tratados como prioritarios para su conservación en dicha norma:
- Praderas de posidonia (Posidonion oceanicae). (Cód. 1120)
- Lagunas costeras. (Cód. 1150)
- Estepas salinas mediterráneas (Limonietalia). (Cód. 1510)
- Vegetación gipsícola ibérica. (Cód. 1520)
- Matorrales arborescentes de Ziziphus lotus. (Cód. 5520)
- Zonas subestépicas de gramíneas y anuales del Thero-Brachypodietea (Cód. 6620)
- Cuevas marinas sumergidas o semisumergidas. (Cód. 8830)

Entre todas ellas, se describen cinco endemismos ibéricos, tres de ellos además, circunscritos al sureste, con registros exclusivamente en las provincias de Almería, Granada y Murcia.
El PORN de 2008 destaca entre ellas las artineras o azufaifares (Matorrales arborescentes de Ziziphus lotus) características de las zonas semiáridas del sureste peninsular, y las praderas de Posidonia oceanica, consideradas el registro más occidental de esta fanerógama endémica del Mediterráneo.

### Medio terrestre
La dureza climática condiciona la existencia de una cubierta vegetal adaptada a la escasez de agua y las altas temperaturas ambientales, sin que ello vaya en detrimento de la diversidad biológica, como se pone de manifiesto en los inventarios de flora y fauna del parque, en los que se incluyen más de 1000 especies vegetales y más de 1600 invertebrados terrestres, además de un considerable número de especies que de forma temporal o permanente forman parte de la avifauna, cuyo valor justifica la calificación el espacio protegido como Zona de Especial Protección para Aves (ZEPA).

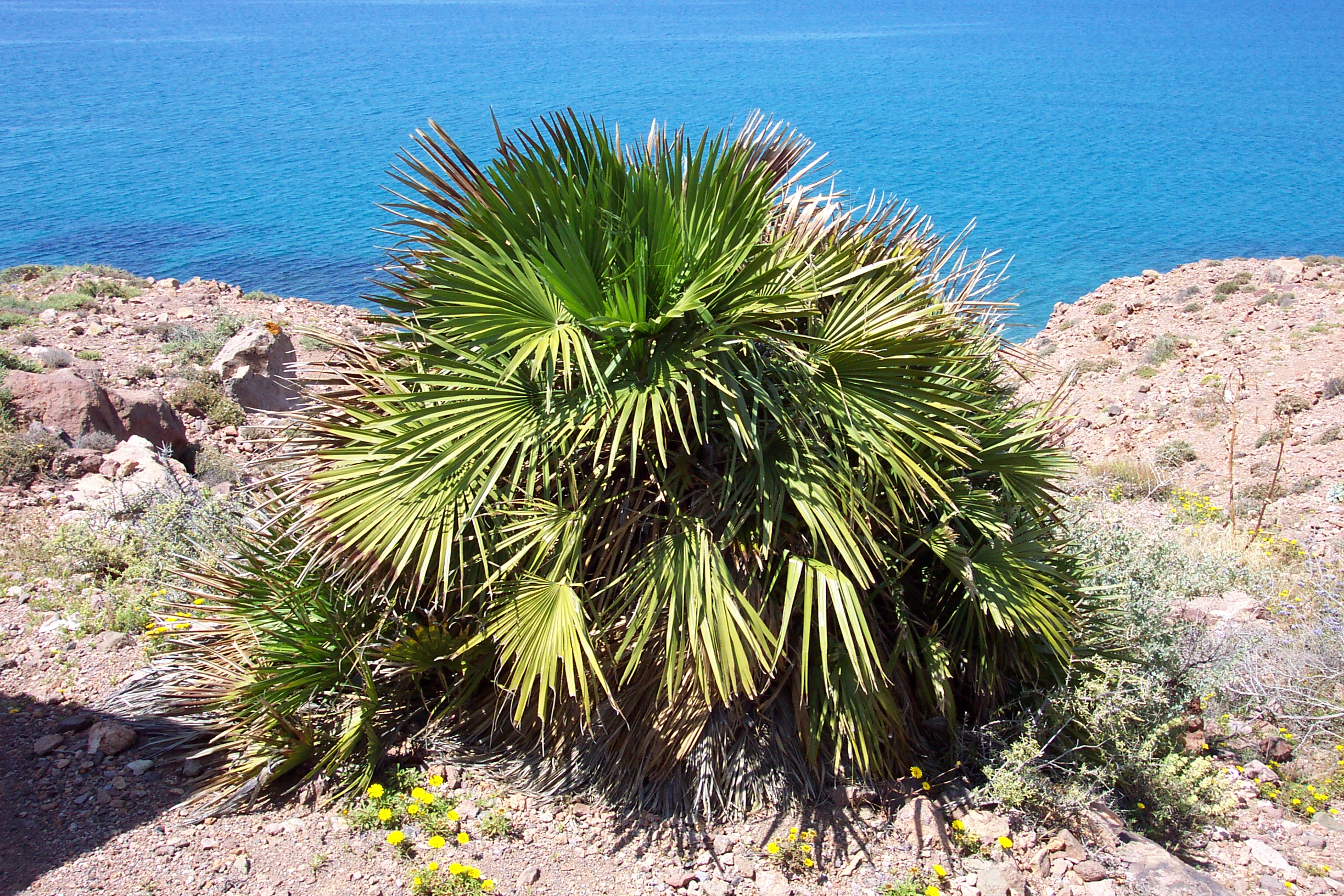
Palmito (Chamaerops humilis) en Cabo de Gata

La vegetación del parque se halla estructurada en 7 complejos:
- Serie de vegetación del lentisco (Chamaeropo humilis-Rhamneto lycioidis S.)
- Serie de vegetación del cornical (Mayteno-europaei-Periploceto angustifoliae S.)
- Serie de vegetación del azufaifo (Zizipheto loti S.),
- Geomacroserie de vegetación litoral de dunas y playas
- Geomacroserie de vegetación riparia y de regadíos
- Geomacroserie de vegetación halófila o de los saladares
- Complejo politeselar de los yesos de Cabrera

En general la cubierta vegetal se caracteriza por la escasez de especies de gran porte y la abundancia de matorral, destacando los espartales en cuanto a extensión en el área. Otras formaciones arbustivas frecuentes las constituyen sarguitales, azufaifares, cornicales, lentiscales y palmitales, siendo estos últimos los más emblemáticos del paisaje, según asegura el PORN de 2008.
Se calcula que aproximadamente el 95% de los cerca de mil taxones vegetales identificados en la superficie terrestre del parque, son plantas autóctonas que se han adaptado perfectamente a la tremenda aridez del terreno, donde el aporte hídrico normalmente está limitado a borias, nieblas, rocíos y maresías.

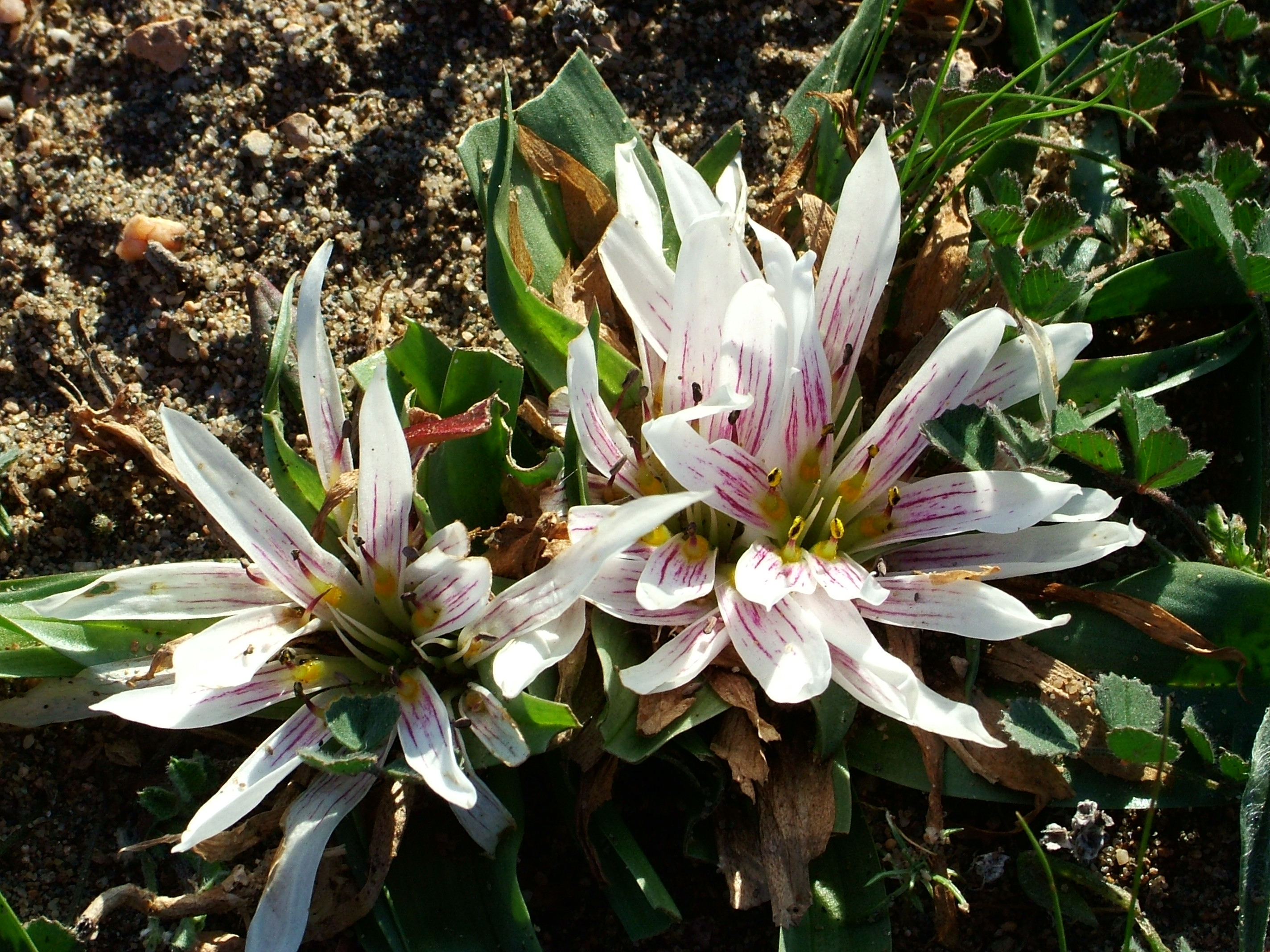
Azafrán de Cabo de Gata (Androcymbium europaeum)

Entre ellas, algunas especies son endémicas estrictas, no conociéndose ejemplares fuera de los límites del área protegida: el dragoncillo de Cabo de Gata (Antirrhinum charidemi), la cabezuela de Cabo de Gata (Cheirolophus mansanetianus), la aulaga mora (Ulex canescens) y el gordolobo de Cabo de Gata (Verbascum charidemi).
Otro grupo más numeroso lo componen especies endémicas de las zonas áridas del sureste peninsular tales como: el azafrán de Cabo de Gata (Androcymbium europaeum), el cardo de Cabo de Gata (Atractylis tutinii), la clavellina de Cabo de Gata (Dianthus charidemi), el jaramago menor (Guiraoa arvensis), la jarilla de Sorbas (Helianthemum alypoides), la siempreviva morada (Limonium insigne), la espuelilla de Cabo de Gata (Linaria benitoi), el narciso de hojas torcidas (Narcissus tortifolius), el rabogato de Sierra Alhamilla (Sideritis pusilla alhamillensis), la zamarrilla de Cabo de Gata (Teucrium charidemi) y la zamarrilla de Turre (Teucrium turredanum).
Algunos ejemplos que ilustran el grupo de endemismos ibero-mauritánicos son: el chumberillo de lobo (Caralluma europaea), la fumaria (Fumaria mirabilis), la retama frondosa (Genista ramosissima), la cambronera (Maytenus senegalensis europaea) o el romero de hoja pequeña (Salvia jordanii).
En cuanto a la fauna cabe reseñar que, aunque muchas de ellas están poco estudiadas, de las especies de invertebrados terrestres inventariadas, una veintena son endemismos locales y otras seis solo se localizan en la península ibérica, incluyendo también numerosos insectos que forman parte del grupo de endemismos íbero-mauritánicos. Los grupos más significativos de invertebrados terrestres lo constituyen ortópteros (saltamontes), lepidópteros (mariposas), neurópteros (libélulas) y coleópteros (escarabajos).

#### Saladares y albuferas

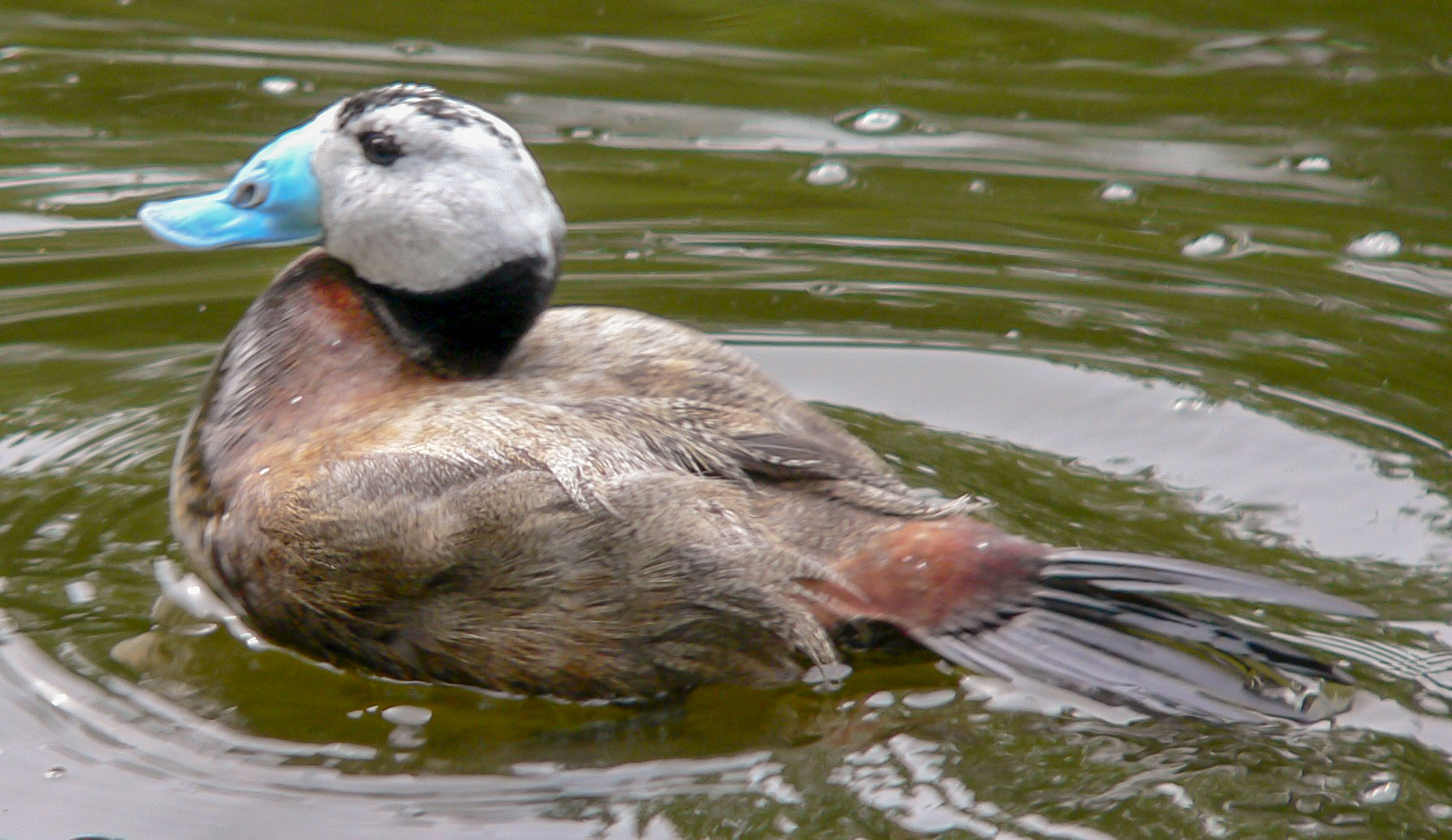
Malvasía cabeciblanca (Oxyura leucocephala)

La flora característica de las albuferas y saladares está representada por comunidades halófilas, entre las que destacan por su abundancia Sarcocornia fruticosa, Arthrocnemun macrosteahyum, Limonium cymuliferum, Inula crithmoides, Frankenia corimbosa y Salsola vermiculata. Otras especies cuya capacidad halotolerante es inferior, creciendo a cierta distancia en función de la salinidad del terreno: el carrizo (Phragmites australis) y los juncos marítimos (Juncus maritimus) y espinosos (Juncus acutus)
El continuo paso de agua de mar a los humedales costeros del parque, conlleva la existencia de numerosos invertebrados en los fondos de las albuferas. Son especies capaces de tolerar altas concentraciones salinas como el caracol Hydrobia acuta y el camarón Artemia salina, que junto a algunos peces y larvas de insectos, constituyen una fuente de alimentos para la rica avifauna asociada al entorno, formada entre otras por las siguientes especies:
- Ánades (Anas strepera, Anas acuta, Anas platyrhynchos), cercetas (Anas querquedula, Anas crecca), malvasías (Oxyura leucocephala), porrones (Aythya ferina, Aythya fuligula), silbones (Anas penelope) y tarros (Tadorna tadorna).
- Avocetas (Recurvirostra avosetta), charranes (Sterna hirundo, Thalasseus sandvicensis, Sternula albifrons), cigüeñuelas (Himantopus himantopus), correlimos (Calidris spp.), fumareles (Chlidonias spp.), gaviotas (Larus spp., Chroicocephalus ridibundus) y zarapitos (Numenius arquata, Numenius phaeopus).
- Cigüeñas (Ciconia ciconia, Ciconia nigra), espátulas (Platalea leucorodia), garcetas (Egretta garzetta), garcillas (Bubulcus ibis) y garzas (Ardea purpurea, Nycticorax nycticorax, Ardea cinerea).
- Fochas (Fulica atra), polluelas (Porzana porzana) y rascones (Rallus aquaticus).
- Flamencos (Phoenicopterus ruber).
- Somormujos (Podiceps cristatus) y zampullines (Tachybaptus ruficollis, Podiceps nigricollis).

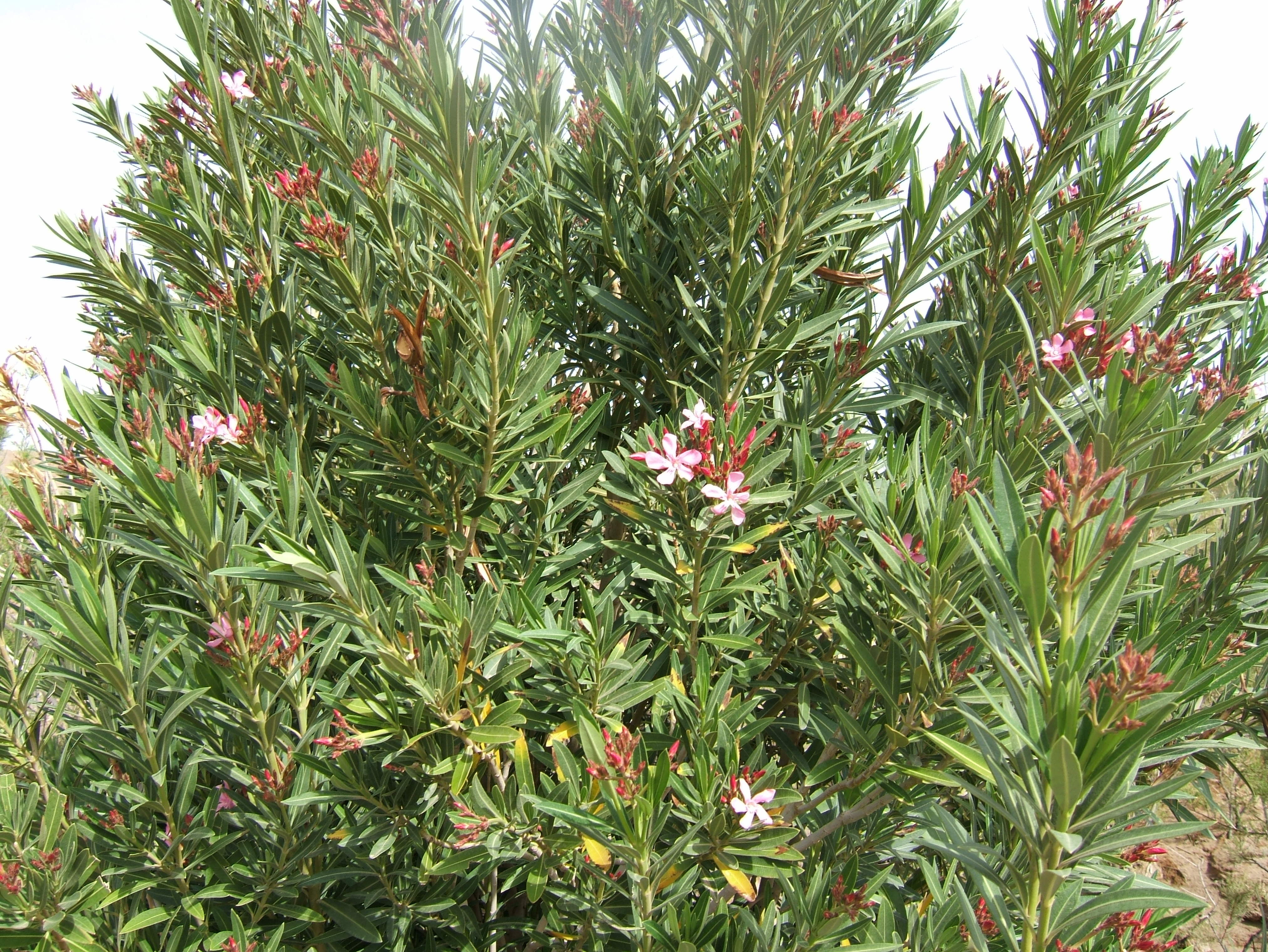
Adelfa (Nerium oleander)

#### Ramblas
Las ramblas, aunque carentes de caudal constante a lo largo de todo el año, suponen un soporte de mayor humedad debido a las corrientes y encharcamientos subterráneos. Especies vegetales comunes en las ramblas del litoral mediterráneo español son residentes del parque: la adelfa (Nerium oleander), la caña común (Arundo donax), la flámula (Clematis flammula), el granado (Punica granatum), la mata mosquera (Inula viscosa), la retama loca (Osyris alba), la rubia brava (Rubia peregrina) o la zarzamora (Rubus ulmifolius) son algunos ejemplos característicos de estos espacios, donde además, se da una mayor incidencia de otras especies que también pueden crecer en áreas no tan benignas del espacio protegido, como la albaida fina (Anthyllis terniflora), el aladierno (Rhamnus alaternus), el lentisco (Pistacia lentiscus) o el taray (Tamarix spp.).
La relativa densidad de la fronda de estas áreas resulta idónea para dar cobijo a mayor número de animales, asentándose algunas especies típicas de estos ambientes como el chorlitejo chico (Charadrius dubius), el ruiseñor bastardo (Cettia cetti), el carricero común (Acrocephalus scirpaceus), el gorrión chillón (Petronia petronia), la culebra viperina (Natrix maura) y el galápago leproso (Mauremys leprosa), el sapo corredor (Epidalea calamita) o la rana común (Pelophylax perezi).
Los afloramientos de agua dulce inmersos en un paraje de extrema aridez se convierten en concurridos abrevaderos para numerosas especies animales que habitan otros entornos.

#### Llanuras esteparias
Los eriales, arenales y formaciones dunares del interior y suroeste del parque constituyen un escenario idóneo para las poblaciones de aves esteparias como el sisón (Tetrax tetrax), la ortega (Pterocles alchata), el alcaraván (Burhinus oedicnemus), la terrera común (Calandrella brachydactyla) y la terrera marismeña (Calandrella rufescens), además de una de las dos aves endémicas del parque: la alondra ricotí o de Dupont (Chersophilus duponti). Otros vertebrados comunes en estas áreas son el erizo moruno (Atelerix algirus), el eslizón ibérico (Chalcides bedriagai), la culebra bastarda (Malpolon monspessulanus) y la lagartija colirroja (Acanthodactylus erythrurus).
La rica vegetación que cobija esta fauna y les proporciona alimento, se caracteriza por la escasez de especies de gran envergadura, compensada con un nutrido grupo de hierbas y arbustos que crecen sobre suelos secos de salinidad variable, cuya granulometría va desde las arenas dunares a los pedregales.
El tomillar en los pedregales próximos a la costa, y el azufaifar en las llanuras menos pedregosas, son las formaciones más abundantes, en las que encontramos entre otras especies la boalaga (Thymelaea hirsuta), la esparraguera marina (Asparagus stipularis), el jopo de lobo (Cynomorium coccineum) y tres endemismos del sureste peninsular: Androcymbium europaeum, Salsola papillosa y Linaria nigricans.
En los arenales encontramos el barrón o carrizo (Ammophila arenaria), la algodonosa (Otanthus maritimus), el pegamoscas (Ononis natrix var. ramossisima), la zamarrilla (Teucrium belion), la perpetua silvestre (Helichrysum stoechas var. maritima) y sobre todo la rubia de mar (Crucianella maritima).

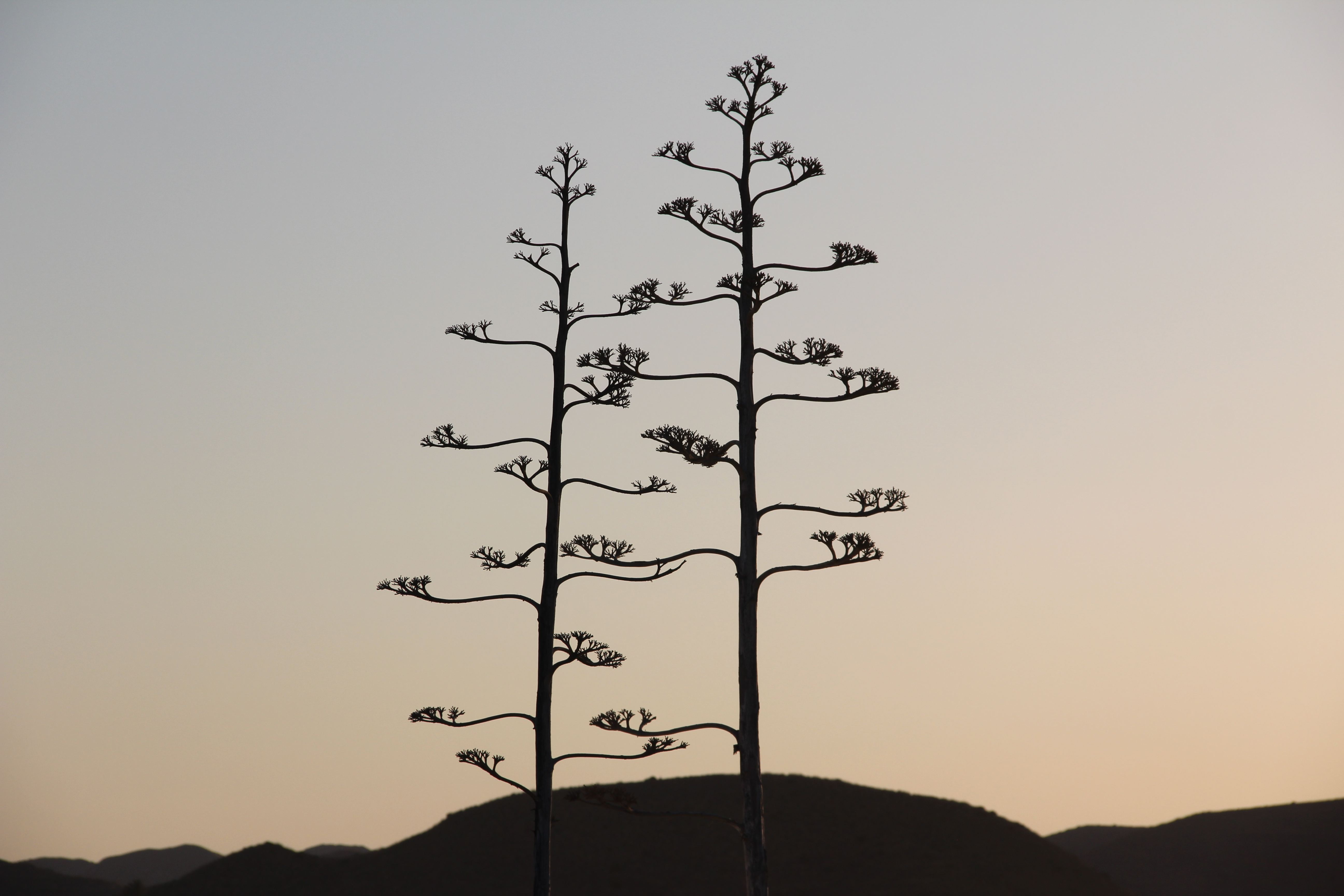
Las omnipresentes pitas son en realidad una especie invasora

A pesar de haberse convertido en un símbolo del parque, las pitas (Agave sisalana) que dominan gran parte del paisaje son en realidad una especie invasora llegada a la zona durante los años 1950 de mano de un grupo de emprendedores locales, en afán de sacar provecho de unas tierras por entonces yermas al plantar unos tres millones de estos árboles en una superficie de unas 1 280 hectáreas para su uso en una teórica industria cordelera. Debido a la escasa humedad de la zona, poco adecuada para esta especie, su cultivo fue abandonado al poco tiempo. Su presencia amenaza el hábitat del azufaifo y es objeto de debates sobre la conveniencia de su eliminación.

#### Áreas montañosas

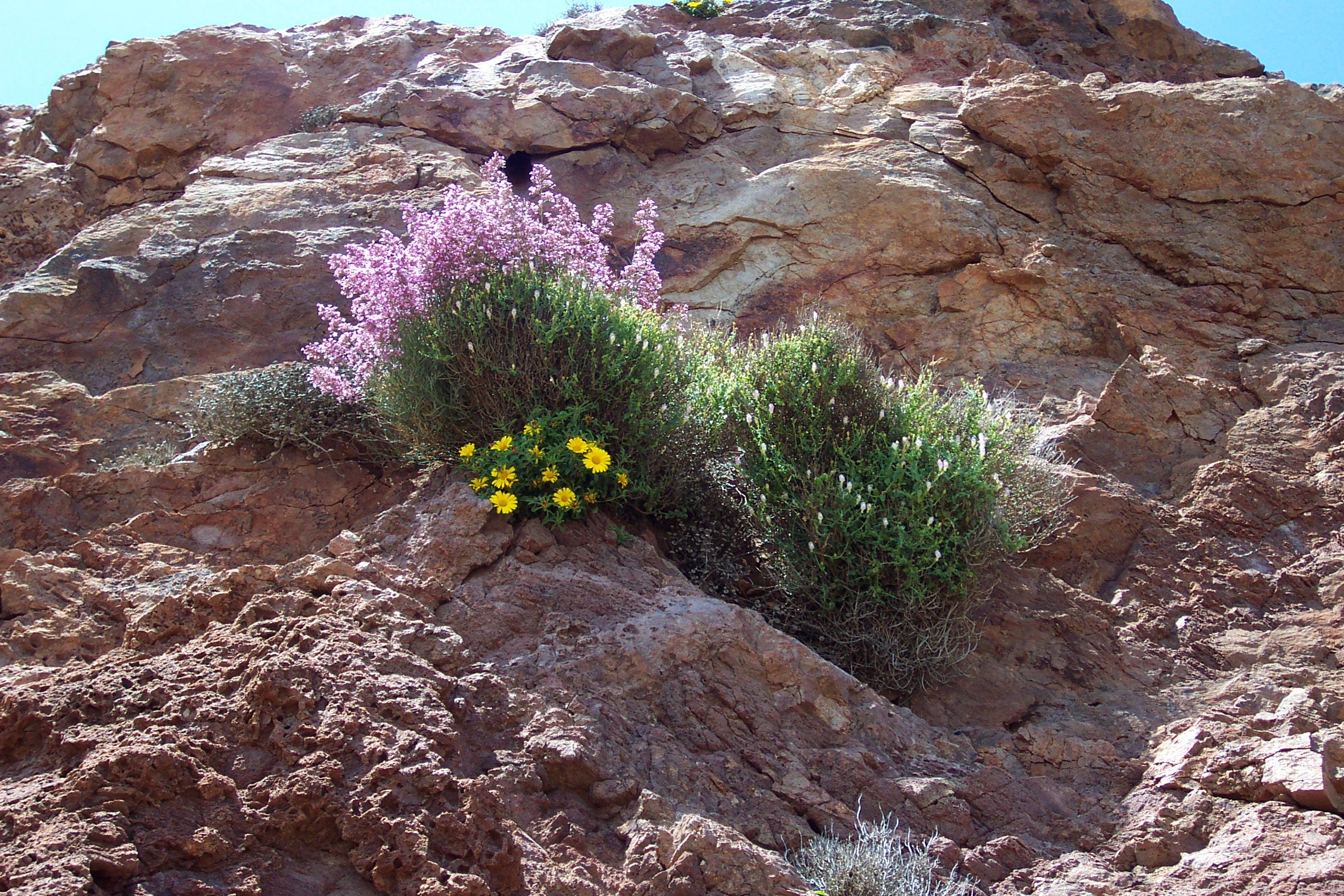
Limonium insigne, Antirrhinum charidemi y Asteriscus maritimus

El matorral que cubre el suelo de las formaciones montañosas asemeja un puzle en el que el esparto (Stipa tenacissima), el lentisco (Pistacia lentiscus) y el palmito (Chamaerops humilis) ocupan los distintos espacios en función de la relativa humedad del medio.
Los escasos puntos en los que los acantilados ofrecen un resquicio para el asentamiento de una planta, especies como la siempreviva morada (Limonium insigne), el hinojo de mar, (Crithmum maritimum), el asterisco (Asteriscus maritimus) o el endémico dragoncillo de Cabo de Gata (Antirrhinum charidemi), salpican de color las paredes verticales.
Otro de los endemismos botánicos del parque, la siempreviva de Mojácar (Limonium estevei), habita las laderas montañosas de la Sierra de Cabrera entre Carboneras y Mojácar. Se trata de una especie críticamente amenazada según la lista roja de especies amenazadas de la Unión Internacional para la Conservación de la Naturaleza por lo que está recogida en el inventario de especies vegetales amenazadas de Andalucía, aprobado por Decreto 104/1994, de 10 de mayo.
Estas inaccesibles paredes rocosas y el abundante matorral dan cobijo a un considerable grupo de vertebrados que puebla las zonas más altas de la sierra y los acantilados costeros. Entre los primeros se encuentran el águila perdicera (Hieraaetus fasciatus), el búho real (Bubo bubo), el zorro rojo (Vulpes vulpes), la comadreja (Mustela nivalis), el tejón (Meles meles), la gineta (Genetta genetta), el jabalí (Sus scrofa) y la cabra montés (Capra pyrenaica).
Entre los que anidan en los acantilados se cuentan el halcón peregrino (Falco peregrinus), la gaviota patiamarilla (Larus cachinnans), el camachuelo trompetero (Bucanetes githagineus), el cormorán moñudo (Phalacrocorax aristotelis) y el cormorán negro (Phalacrocorax carbo).

### Medio marino

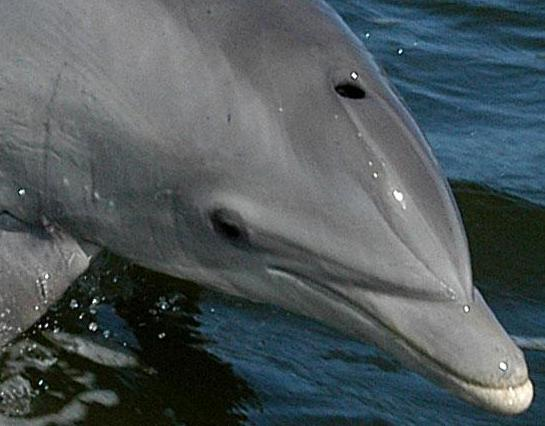
Cabeza de delfín mular (Tursiops truncatus)

El mar de Alborán es paso obligado entre el Mediterráneo y el Atlántico, enriqueciendo el catálogo de especies que llegan hasta sus costas. Por otra parte, la corriente Almería-Orán sirve de frontera natural entre ambas masas marinas, confluyendo en el área plantas y animales que solo se dan a uno u otro lado de la misma. Sirvan de ejemplo las algas Cystoseira tamariscifolia, de origen atlántico y Acetabularia acetabulum, habitual en regiones más cálidas del Mediterráneo.
Las características geográficas descritas, unidas a las particularidades geológicas del espacio, en el que formaciones rocosas de origen volcánico se combinan con llanuras de naturaleza aluvial, constituyen el medio perfecto para la valiosa biodiversidad que alberga la franja marítimo-costera del parque, que aun estando en fase de estudio, cuenta con más de un cuarto de millar de especies de algas (mayoritariamente rodofíceas) y representantes de la mayor parte de los grandes grupos taxonómicos conocidos de invertebrados marinos, siendo las esponjas de mar, los gusanos poliquetos y los moluscos los que cuentan con mayor número de representantes, muchos de los cuales suponen una cita única en el litoral peninsular e incluso en el Mediterráneo como el briozoo Arachnidium sanguineum.
Entre los vertebrados, además de la variada ictiofauna, con especies de interés ecológico y económico, son reseñables las identificaciones de tortuga boba (Caretta caretta), tortuga laúd (Dermochelys coriacea), delfín listado (Stenella coeruleoalba), delfín mular (Tursiops truncatus), delfín común (Delphinus delphis), calderón negro (Globicephala melas), calderón gris (Grampus griseus) e incluso de rorcual común (Balaenoptera physalus), que puede ocasionalmente acercarse relativamente a la costa como prueban los dos varamientos registrados durante 2008 por PROMAR, el área marina de Ecologistas en Acción.
Merecen especial atención las praderas de Posidonia oceanica, consideradas un hábitat prioritario por la Unión Europea. Esta fanerógama marina endémica del Mediterráneo tiene en estos fondos arenosos los registros más occidentales publicados.
Desaparecida definitivamente durante la década de 1960, las costas del parque fueron uno de los últimos reductos peninsulares donde se registraron ejemplares de foca monje del Mediterráneo (Monachus monachus).

#### Fondos de arena

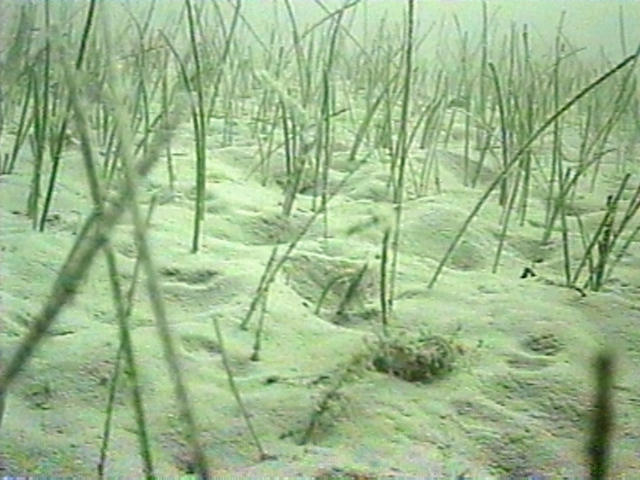
Cymodocea nodosa en los fondos arenosos

Los suelos arenosos no proporcionan la estabilidad necesaria para el asentamiento de comunidades biológicas abundantes, siendo las pulgas de mar (Talitrus saltator) los únicos representantes animales, si exceptuamos las áreas en las que se depositan restos orgánicos (mayoritariamente hojas de posidonia) que posibilitan la existencia de una fauna relativamente mayor, entre la que se cuentan otros crustáceos y algunos anélidos.
Tampoco es muy numerosa la fauna del área de influencia de las mareas, donde el oleaje posibilita que solo algunos gusanos poliquetos compartan los fondos de arena fina con moluscos bivalvos enterrados como la Donacilla cornea.
Una vez que se sobrepasa la línea de la rompiente, los fondos se ven poblados por un número cada vez mayor de especies. La chirla (Chamelea gallina) y la coquina (Donax trunculus) bajo la arena fina y la abundante Ervilia castanea entre la grava fina son un buen ejemplo.
A medida que la arena va haciéndose más fina, la comunidad biológica va aumentando. Las algas de vidriera (Posidonia oceanica) y las sebas (Cymodocea nodosa) se extienden en extensas praderas que sirven de pulmón al área, oxigenando las aguas a la vez que proporcionan alimento y refugio para un considerable número de invertebrados, entre las que se citan briozoos como Electra posidoniae, estrellas de mar como Asterina pancerii, crustáceos de los géneros Idotea spp. o Hippolyte spp., o las únicas citas en el litoral peninsular de los poliquetos Mystides caeca, Exogone longicornis y Demonax langerhansi y el gasterópodo Ersilia mediterranea.
Estas praderas ocupan una extensión aproximada de 500 Ha, entre San José y Agua Amarga, comenzando en algunos puntos a orillas del mar y llegando a adentrarse hasta los casi 40 m de profundidad.
Los fondos fangosos son el escenario sobre el que habitan borazos (Pagellus acarne), herreras (Lithognathus mormyrus), y salmonetes (Mullus spp.), permitiendo camuflarse bajo ellos a galanes (Xyrichthys novacula) y venenosas arañas (Trachinus aranneus).
Cuando la profundidad no deja crecer a fanerógamas ni algas verdes ante el déficit lumínico, éstas van siendo sustituidas por rodofíceas calcáreas dando lugar a los fondos de maërl en los que abundan, briozoos, equinodermos y gasterópodos.
Además, entre las rocas depositadas sobre el fondo, son habituales los peces de tres colas (Anthias anthias), esponjas del género Axinella y gorgonias Lophogorgia spp. y Eunicella spp.

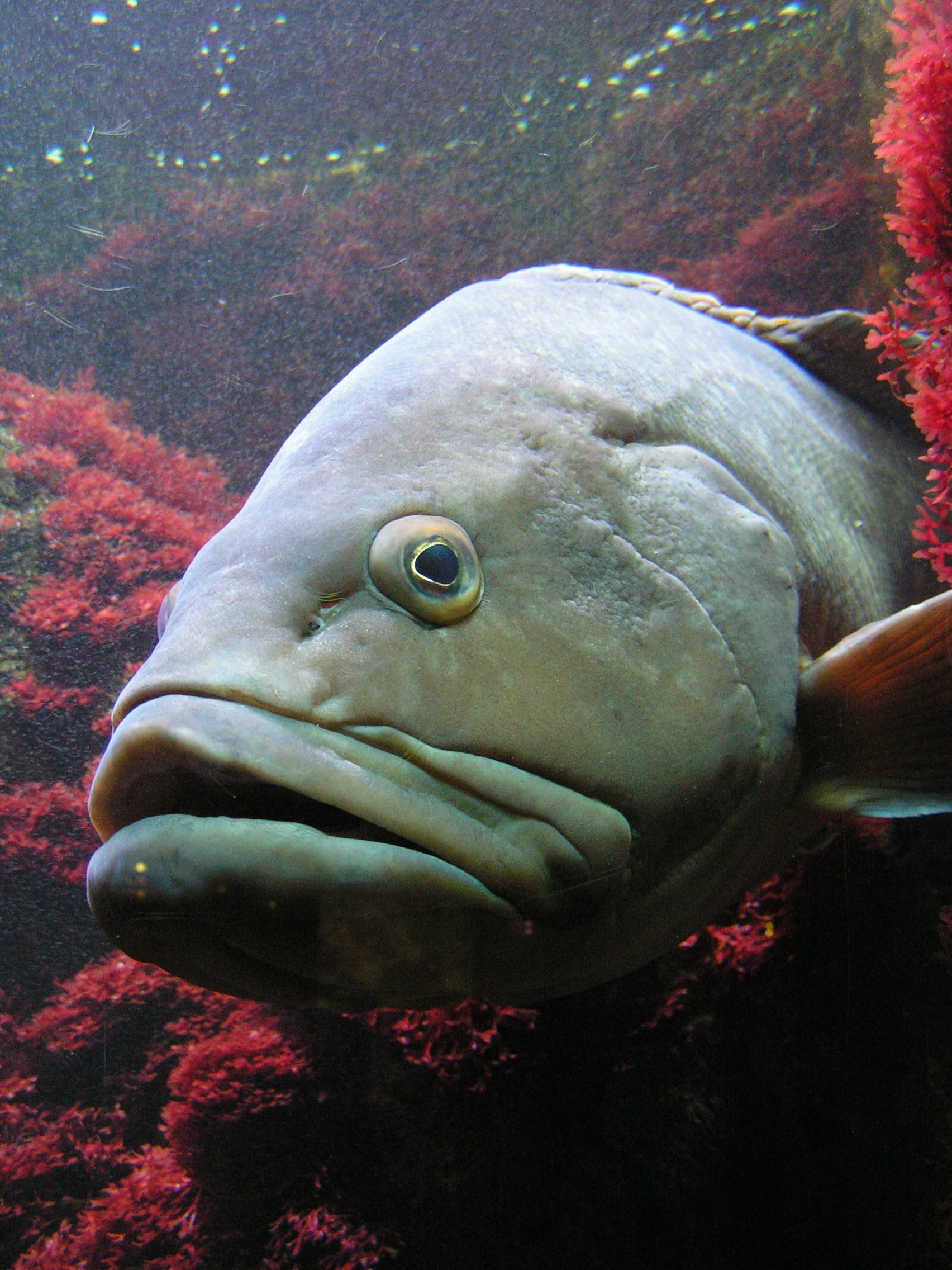
Epinephelus marginatus un valioso habitante de los arrecifes

#### Arrecifes y roquedales
El sustrato rocoso es más estable que el arenoso, posibilitando el asentamiento y permanencia de una mayor biodiversidad, dato que se manifiesta desde la zona supralitoral donde además de crustáceos (Ligia italica y Pachygrapsus marmoratus) y moluscos (Melaraphe spp., Osilinus turbinatus y Patella rustica), encontramos un característico liquen, Verrucaria symbalana, que salpica de negro los afloramientos rocoso costeros.
En la zona de la rompiente, solo habitan algunas especies animales capaces de adherirse fuertemente a las rocas como gasterópodos y las bellotas de mar. Entre los primeros, merece la pena destacar la lapa rugosa (Patella ferruginea) en grave peligro de extinción.
Las asociaciones entre el vermétido de arrecife (Dendropoma petraeum) y el alga calcárea Spongites notarisii dan lugar a curiosas estructuras que recuerdan miniaturas de arrecifes.
Las algas verdes abundan en las aguas superficiales, siendo especialmente destacable Cystosera mediterranea, que llega a formar una densa capa en algunos puntos, asociándose a ella gran cantidad de invertebrados y algas de pequeño tamaño.
Las algas van cediendo terreno a los animales a medida que la oscuridad va apoderándose de las profundidades, asistiéndose a un crecimiento exponencial del número de especies que representan a gran parte de los grupos taxonómicos que habitan las aguas marinas. Las paredes verticales con gran cantidad de oquedades se alternan con terrazas de superficie variable sobre la que descansan piedras y bloques sueltos, ofreciendo la necesaria variedad de sustratos que permiten tal diversidad biológica.
Los peces constituyen en estos niveles el mejor ejemplo de aprovechamiento de los recursos que ofrece el medio en sus distintos niveles. Citando solo algunos ejemplos representativos, en las áreas más superficiales abundan las babosas de banda oscura (Parablennius rouxi), siendo las morenas (Muraena helena), los congrios (Conger conger), los rascacios (Scorpaena porcus) y los meros (Epinephelus guaza) los que dominan las profundidades. Entre unos y otros, esciánidos como el verrugato (Umbrina cirrosa), espáridos como el pargo (Pagrus pagrus), gádidos como la brótola de roca (Phycis phycis), lábridos como la doncella (Coris julis) o serránidos como el gran mero (Epinephelus marginatus) ocupan los espacios intermedios.

#### Rutas submarinas
Existen 7 rutas submarinas del parque natural del Cabo de Gata-Níjar, las más destacables suelen ser: la ruta el vapor, la de la Cueva del francés y el cerrico Romero.

## Factor humano
El valor etnológico del espacio natural, aun siendo un aspecto menos conocido, adquiere una importancia equiparable a la riqueza biológica, geológica y paisajística. Es por ello que el paisaje cultural es candidato a formar parte del Patrimonio Mundial de la Humanidad de la UNESCO.
No obstante, se describen ciertos riesgos a los que se enfrenta la conservación del patrimonio cultural:
- La población tiene un desconocimiento generalizado del propio patrimonio, lo que implica que este sea poco valorado.
- La deficiente gestión de los recursos y el escaso aprovechamiento que se hace de ellos.
- El abandono de los bienes por parte de las entidades públicas y privadas, consecuente a las dos circunstancias anteriores.

### Datos demográficos

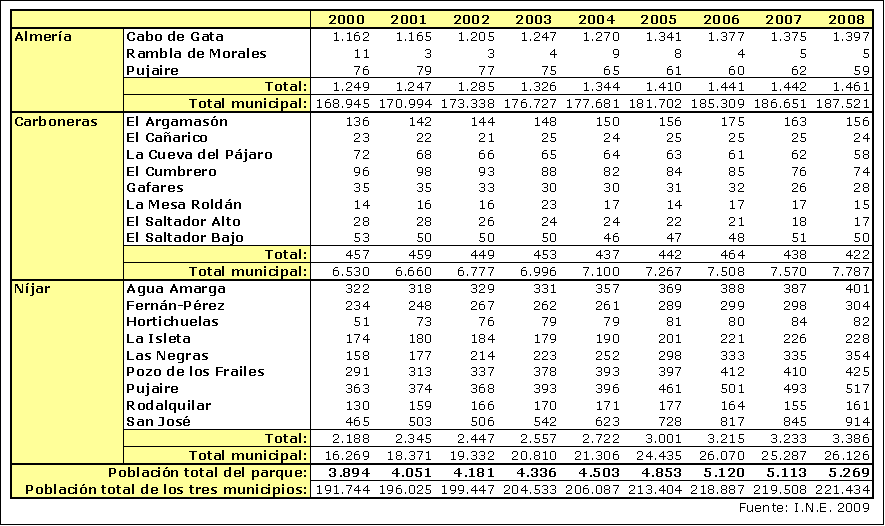
Datos demográficos 2000-2008

La distribución humana en el parque presenta una gran dispersión; 5269 habitantes en 2008 según el Instituto Nacional de Estadística están censados en numerosos cortijos aislados, pequeñas cortijadas y otros núcleos residenciales que se agrupan en un total de veinte unidades poblacionales incluidas en el Nomenclátor del citado centro oficial.
La densidad media es de 14 habitantes/km², aunque los núcleos costeros albergan casi al 75% de la población, diferencia que se incrementa en periodos vacacionales debido a la afluencia turística a las zonas de playa, llegándose a triplicar en enclaves como San José o Agua Amarga.
Con respecto a la población total de los tres municipios, los habitantes del parque suponen el 2,38%, y como en toda la provincia, el incremento poblacional es la tendencia continua durante las últimas décadas, habiendo aumentado el censo del parque en los últimos 9 años en un 35,31%.

### Reseña histórica

#### Prehistoria
Las evidencias más antiguas de presencia humana en la zona proceden del hallazgo de piedras talladas en Los Escullos (Níjar), datadas hace más de 10 000 años, pero no es hasta finales del Neolítico y los albores de la Edad de Cobre, que empiezan a producirse los primeros asentamientos de colectividades humanas de cierta consideración. Las culturas de Los Millares (3400-1900 a. C.) y de El Argar (1900-1300 a. C.) son protagonistas de la Prehistoria en esta comarca oriental almeriense, existiendo yacimientos de la primera en Los Escullos y Genoveses, y de la segunda en las proximidades de Las Negras.
La influencia de Tartessos primero, y la posterior colonización del litoral por civilizaciones más avanzadas procedentes del Mediterráneo Oriental, supusieron la desaparición de la identidad cultural de estos primitivos pueblos del sureste peninsular.

#### Historia antigua
Las rutas comerciales entre Fenicia y Tartessos discurrían por estas costas. El Cabo de Gata era conocido por los primeros como Promontorio Charidermo, que viene a significar promontorio de las ágatas. No obstante, a pesar de que fundaron numerosas poblaciones entre las actuales Cádiz y Villaricos, no se conocen restos arqueológicos que aseguren algún emplazamiento de éste en la zona.
Una vez que Tiro, la antigua capital de esta civilización oriental fue trasladada a Cartago, en las proximidades de la actual ciudad de Túnez, las rutas comerciales establecidas entre cartagineses y los colonos griegos que habitaban áreas más septentrionales de la costa mediterránea ibérica, volvieron a hacer de la región una vía de comunicación considerablemente transitada. No obstante, las huellas que este pueblo dejó en la zona, son muy escasas, y no es hasta que los romanos consiguen la hegemonía en el Mediterráneo cuando empiezan a producirse actividades humanas cuyas huellas han logrado llegar hasta la actualidad.
Avieno, en su Ora Maritima se refiere al Cabo de Gata como el Promontorium Veneris (promontorio de Venus), diosa romana que fue venerada en el templo erigido en el sitio conocido como Cerro de la Testa. Se conoce de esta época una cierta actividad fabril en la que se conocía como fábrica de salazones de Torre García, aunque estudios posteriores concluyeron que se trataba de una fábrica de púrpura, posiblmente la mayor encontrada en la península ibérica.

#### Historia medieval
Los avanzados conocimientos de los pueblos hispanomusulmanes sobre el uso del agua, permitieron a los habitantes de la región extremar el aprovechamiento de los escasos recursos, basando la economía en la agricultura intensiva de regadío, pasando a ocupar las explotaciones extensivas un papel marginal. Por ello los asentamientos humanos tienen lugar en el interior, teniéndose evidencias de una única población costera, conocida como al-Hawan, hoy Agua Amarga.
No obstante, las necesidades de defensa del territorio hacen que se construyan algunas torres vigías, sobre las que en épocas posteriores se levantarían estructuras defensivas más modernas. Es el caso de la Torre de los Lobos, la de la Vela Blanca y la del Cerro de la Testa.

#### Historia moderna y contemporánea
La Reconquista supuso el despoblamiento prácticamente total del área, siendo conceptuada durante los tres siglos siguientes como “frontera de moros”, lo que dificultó su repoblación y desarrollo económico.
La inaccesibilidad del área por vía terrestre fue aprovechada por los piratas norteafricanos para recalar en sus costas abasteciéndose de víveres y provisiones de las escasas huertas y fuentes próximas al litoral, o resguardarse de temporales y flotas enemigas.
Las sucesivas monarquías desde el reinado de Felipe II tuvieron como objetivo fortificar la costa para asegurar las defensas, algo imprescindible para permitir la repoblación de las tierras, pero el terremoto de 1658 acabó con algunas de las estructuras cuyo estado de conservación era deficiente debido a las penurias económicas a las que estaba sometida la monarquía del siglo XVII.
Nuevas incursiones islámicas durante el siglo XVIII y la reconquista de la ciudad de Orán bajo las órdenes de Felipe V, hizo que se incrementaran los esfuerzos dotando por fin al litoral de una defensa efectiva que tuvo su culmen durante el reinado de Carlos III, si bien los resultados conseguidos no perdurarían mucho tiempo, pues el sistema defensivo fue desmantelado durante la ocupación napoleónica, y nunca más volvieron a restaurarse los edificios con el mismo fin para el que fueron levantados.
El siglo XIX y los inicios del siguiente, la comarca vivió un periodo de relativo auge económico y demográfico basado mayoritariamente en la explotación de los numerosos y valiosos recursos minerales existentes en la región, situación transitoria que fue remitiendo a medida que disminuía la rentabilidad de las extracciones a lo largo del siglo XX.

### Patrimonio histórico-artístico

#### Patrimonio arqueológico
La temprana presencia de sociedades humanas en el área es el origen de los numerosos yacimientos arqueológicos calcolíticos distribuidos por los términos municipales de Carboneras y Níjar, desde El Saltador Bajo en el cauce del río Alías hasta el Cerro de la Testa en el extremo meridional del parque.
Menos numerosos, aunque no menos interesantes, son los vestigios que testifican la presencia de poblaciones humanas Cala Higuera durante la Edad de Bronce, así como en Hortichuelas Bajas, La Joya o la Rambla del Granatillo.
Las actividades ocupacionales de los pobladores romanos han dejado un rico legado entre el que se cuentan balsas, pozos, fábricas de adoquines, industrias de salazón de pescado, factorías de púrpura, explotaciones mineras y villas, en numerosos enclaves como el de Torre García, el Cerro del Cinto, Los Escullos o San José.
Varios yacimientos frente a la costa de Níjar están inventariados en la "Carta arqueológica subacuática" de la Costa de Almería estudia varios pecios ubicados en el interior del espacio protegido, todos ellos frente a la costa de Níjar. La mitad de ellos se localizan frente al Cabo de Gata (los pecios romanos, el medieval, el del faro y La Laja y el de la playa del Corralete), y los otros cuatro frente a las costas de la Cala e islote de San Pedro, el playazo de Rodalquilar, Los Escullos y San José y Cala Higuera.

#### Arquitectura rural

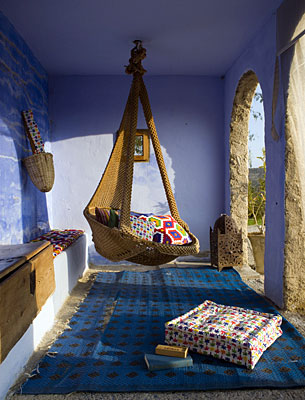
Cortijo reformado en La Joya, Níjar

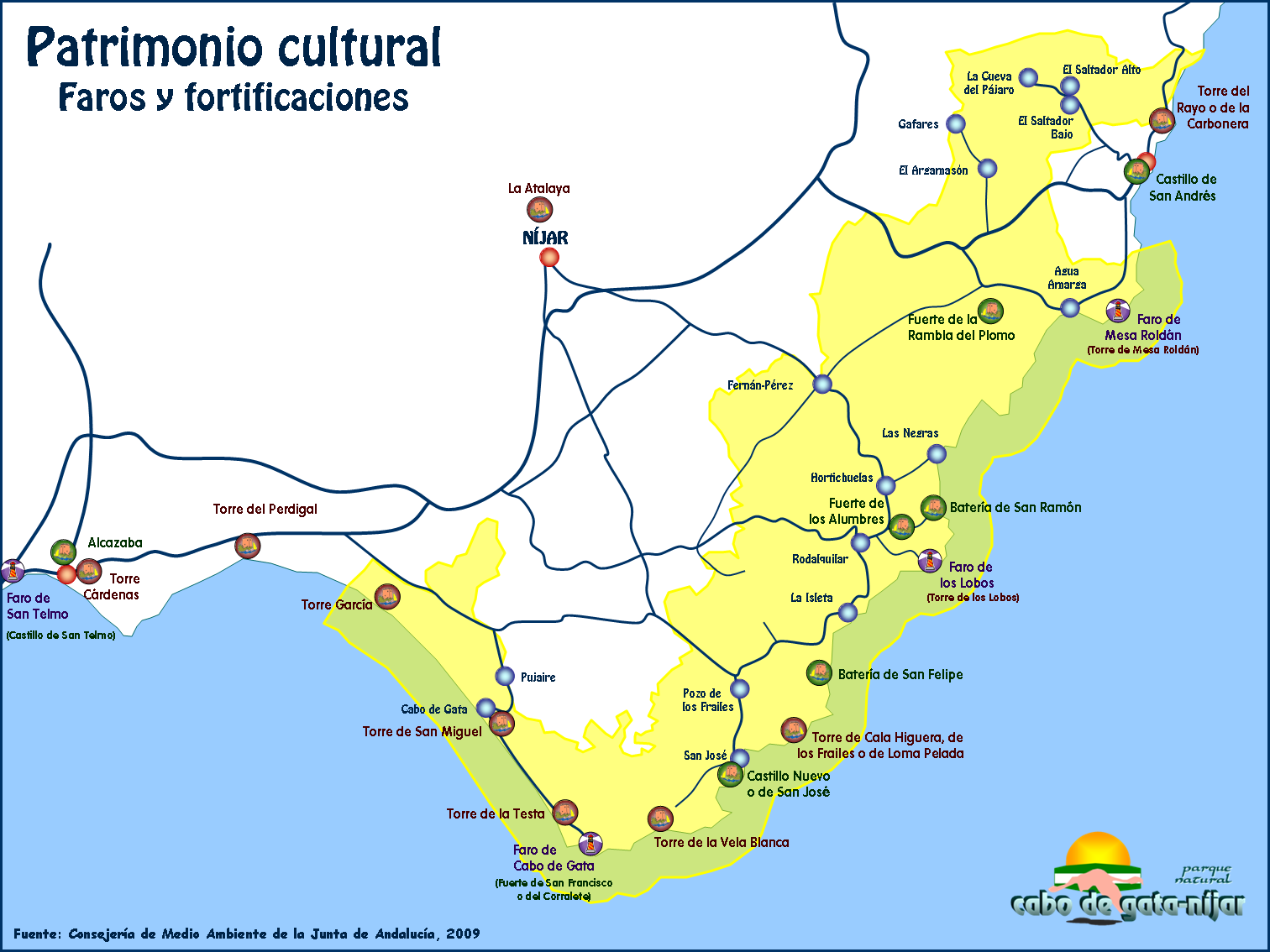
Faros y fortificaciones en el P.N. Cabo de Gata-Níjar

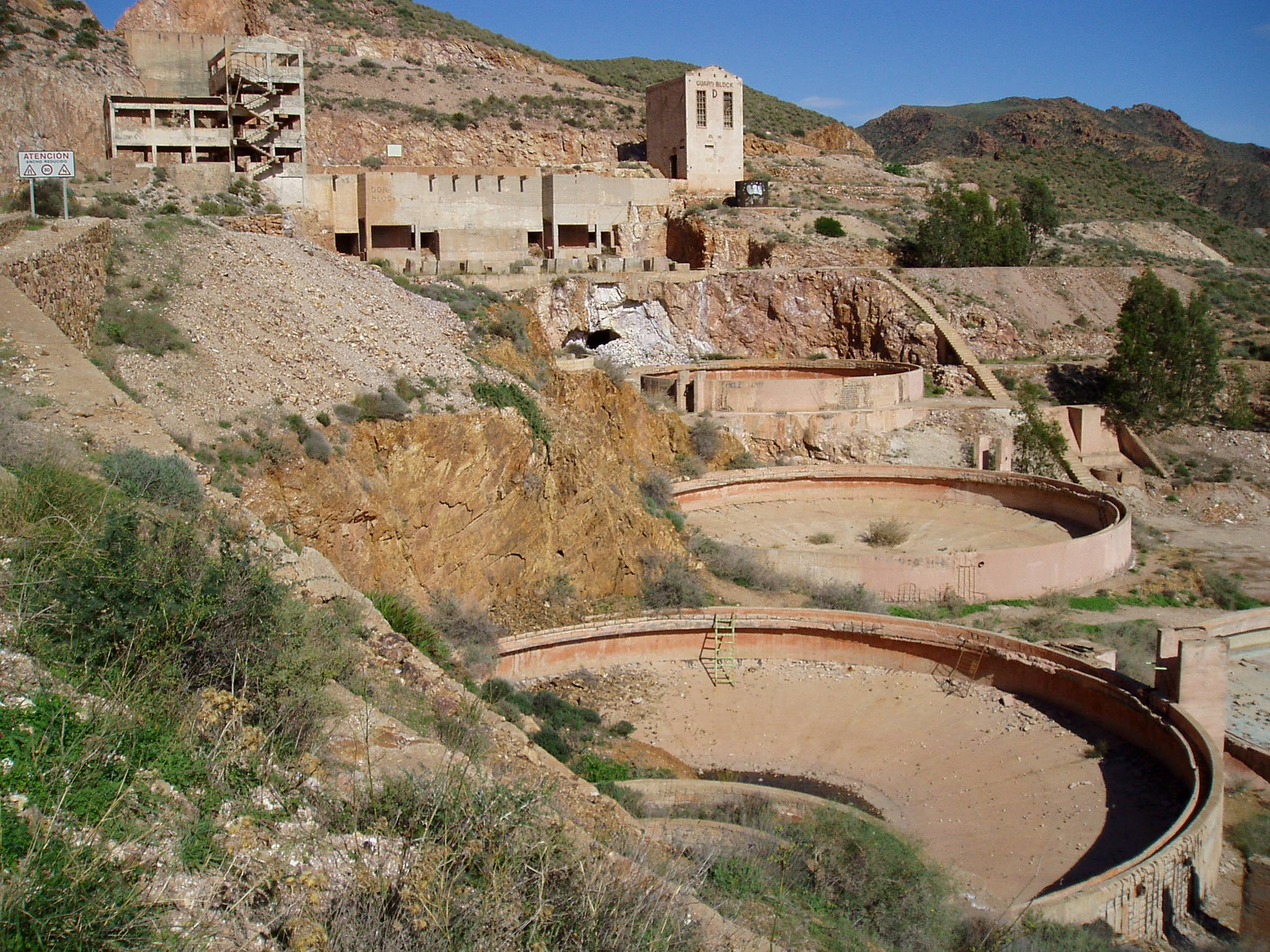
Ruinas de las minas de Rodalquilar

El parque natural está salpicado de construcciones y estructuras que ponen de manifiesto la evolución de las sociedades humanas que han poblado la zona a lo largo de la historia, viéndose en la necesidad de adaptar los diferentes elementos a la particularidad de esta zona árida, obteniéndose un interesante testimonio antropológico basado en tecnologías populares propias.
La producción agropecuaria de subsistencia ha sido una de las ocupaciones tradicionales de los habitantes locales. La vivienda rural, conocida como cortijo levantino almeriense, se caracteriza por techumbres planas con poca incidencia de tejados inclinados, en los que abundan las estructuras anejas destinadas a las labores inherentes a las actividades ocupacionales: apriscos, cuadras, pocilgas, pajares, hornos, eras... Las encontramos a lo largo de todo el territorio del parque, aisladas o agrupadas en pequeñas cortijadas.
La escasez de agua forzó a sus pobladores a la construcción de estructuras hidráulicas destinadas a su obtención, almacenamiento y conducción para aprovechamiento en las distintas actividades humanas. Pozos, aljibes, balsas, norias, acequias y lavaderos públicos se relacionan en los inventarios de bienes culturales del parque.
El cauce del río Alías, permitió el uso de sus corrientes para la molienda, siendo varios los molinos hidráulicos que se construyeron en sus orillas y las de sus ramblas afluentes, aunque solo dos han llegado hasta nuestros días. Más numerosos son los molinos de viento que a lo largo de las llanuras del Campo de Níjar, se construyeron dispersos para aprovechar los frecuentes vientos que se producen en la zona. Son construcciones que se realizaron a lo largo del siglo XIX influenciados por los existentes en el Campo de Cartagena.
El estado en que se encuentran estos elementos arquitectónicos es variable. En desuso desde la segunda mitad del siglo XX, la rehabilitación con fines turísticos vinculados al desarrollo rural sostenible se impone como el principal argumento para la rehabilitación y conservación de este patrimonio según asegura el PORN de 2008.
El interés de estos bienes, de marcado interés etnográfico, ha sido reconocido por la Administración Pública Andaluza que llevó a la Consejería de Cultura a proteger 145 elementos, incluyéndolos en el Catálogo General del Patrimonio Histórico Andaluz mediante Resolución de la Dirección General de Bienes Culturales, de 23 de enero de 2001.

#### Construcciones defensivas
Los pobladores islámicos de Al-Ándalus construyeron algunos emplazamientos fortificados para proteger las costas, pero fueron los ataques perpetrados por los piratas berberiscos a lo largo del siglo XVII los que llevaron al rey Carlos III a establecer un sistema defensivo en la costa, rehabilitando las estructuras medievales existentes en desuso y construyendo otras nuevas.
Estas estructuras fueron la base sobre la que se asentó la repoblación humana del área, que permaneció prácticamente despoblada desde la expulsión de los moriscos. La ocupación francesa a comienzos del siglo XIX causó grandes desperfectos en muchas de ellas. Desde entonces, el destino que han seguido cada una de ellas ha seguido caminos diferentes: conversión en faros, acuartelamientos, residencias privadas e incluso refugio de ganado han sido algunos de los usos a que se han visto sometidas a lo largo del tiempo.
En la actualidad, el estado de conservación de la mayor parte de ellas es considerablemente bueno, debido a programas de restauración con fondos públicos y privados, estando protegidos al ser declarados Bienes de Interés Cultural con la categoría de monumentos según la Ley 16/1985, de 25 de junio.

#### Patrimonio industrial minero
La actividad histórica minera de la zona, especialmente en el entorno de Rodalquilar, ha dejado su impronta en forma de edificios y construcciones destinadas a la extracción, primera manipulación y expedición de minerales, así como otras elementos arquitectónicos necesarios para la explotación como viviendas, iglesias, escuelas y otros edificios públicos y privados.
En Agua Amarga existe aún el cargadero empleado para embarcar el hierro procedente de las minas del municipio de Lucainena de las Torres, próximo al parque natural, aunque su estado de conservación y el de las vías férreas que atraviesan el norte del espacio protegido es deficiente. Está incluido en el Catálogo General del Patrimonio Histórico Andaluz mediante una inscripción genérica colectiva de 2003 junto al Coto minero de Laisquez.

### Cultura popular

#### Gastronomía
En un área donde la pesca es una ocupación humana histórica, son los productos del mar los principales ingredientes de la cocina tradicional de los pueblos del parque. Varias especies vienen empleándose históricamente en los platos típicos, citándose entre las más frecuentes: el atún, el bonito, el boquerón, la caballa, el galán, el gallopedro o pez de San Pedro, la gamba, el jurel, el marrajo, la mosina o pintarroja, el pez espada (conocido localmente como aguja o emperador según el área), la raya, el rape, la sardina o el tapaculos (un pez plano emparentado al lenguado pero de menor tamaño). Es frecuente la elaboración doméstica de salado, ahumado y secado de algunas de estas especies.
En época de caza, las carnes de conejo, liebre o perdiz, entran a formar parte de la gastronomía popular, siendo el cerdo y el cordero las especies de las que se obtienen por regla general el resto del año.
El trigo y en menor medida el maíz y sus harinas, las legumbres secas (garbanzos y habichuelas) y frescas (habas) y algunas hortalizas como el pimiento, la cebolla y la patata son esenciales en la generalidad de los platos, que emplean como condimentos más habituales el ajo, el pimentón y algunas hierbas aromáticas propias de la cuenca mediterránea (romero, tomillo, orégano, hinojo...)
El patrimonio gastronómico de los pueblos del parque, extensible por regla general a otras localidades vecinas, cuenta entre sus platos:
- La cazuela de fideos con pescado.
- El cordero al ajillo.
- Las gachas con perdiz o con caldo de pescado.
- Los gurullos (pasta elaborada manualmente con sémola de trigo duro) con conejo o perdiz guisados a la manera de un potaje.
- Las migas de harina con tropezones. Estos varían en función de la temporada del año y suelen incluir arenques salados, boquerones fritos, ajos tiernos, habas frescas e incluso granada.
- La olla de trigo: cocido a base de trigo, garbanzos, hortalizas y carne, normalmente condimentado con hinojo.
- Las patatas a lo pobre.
- El pescado asado o frito.
- El remojón, un guiso a base de patatas, pescado y pimiento rojo.
- Sopas de pescado como el caldo “colorao” o el caldo “quemao”.

La repostería cuenta con la miel, la almendra y la harina de trigo como ingredientes básicos. Las distintas preparaciones tienen un marcado carácter estacional, con especial incidencia en fechas señaladas como Navidad (alfajores, mantecados, nochebuenos, tortas de cabello de ángel o turrones) o Semana Santa (borrachillos, buñuelos o papaviejos). Otros dulces tradicionales son el pan de higo, los roscos de vino y las tortas de manteca o de chicharrones.

#### Artesanía

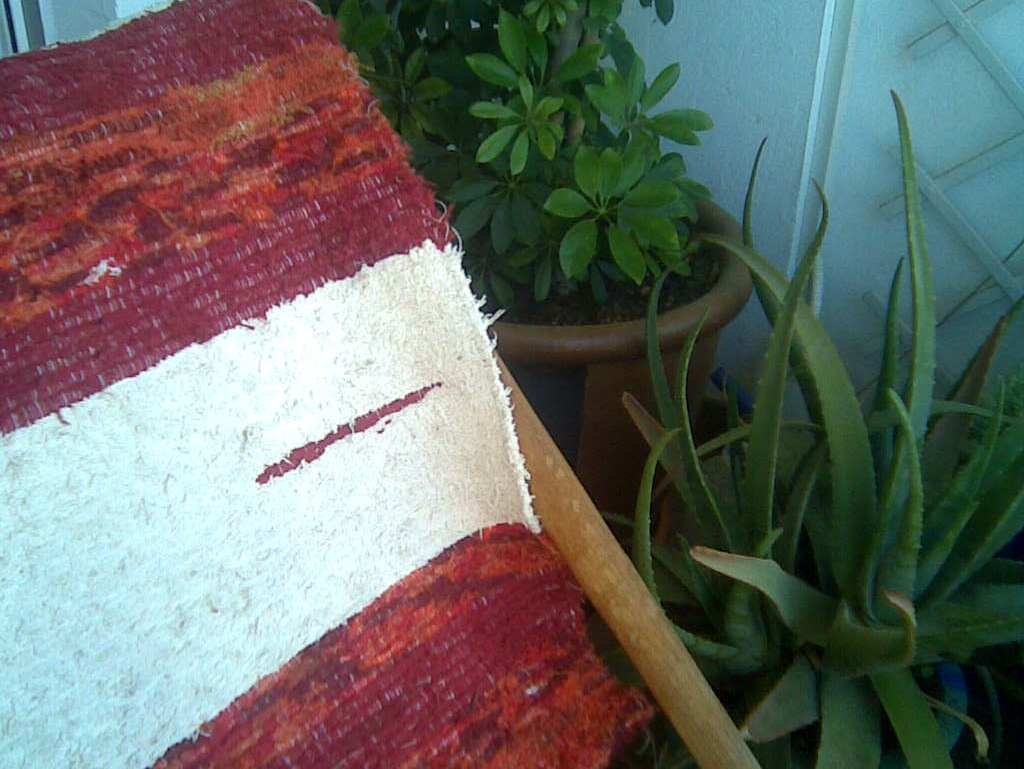
Jarapa de Níjar

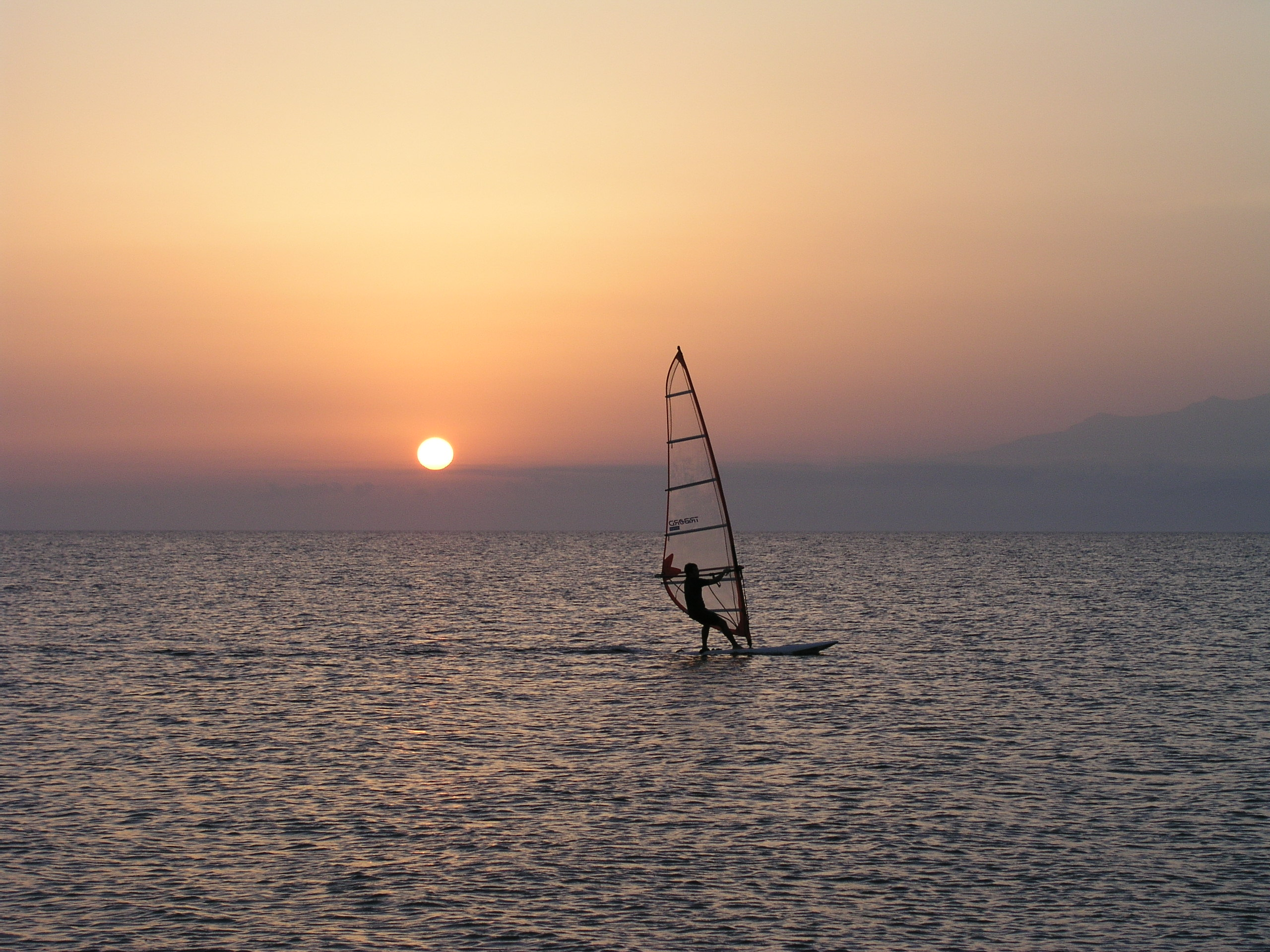
Práctica del windsurf

El área de influencia socioeconómica del parque posee un rico y peculiar legado artesanal de antigua tradición:
- La cerámica de Níjar es otra de las manifestaciones populares andaluzas que plasman el legado cultural de Al-Ándalus. Las técnicas alfareras de modelado y cocción, la morfología de los artículos y los motivos decorativos empleados muestran claras evidencias de esta influencia.
- También son comunes los telares artesanales, aunque han desaparecido las fábricas de tinte que en otro tiempo sirvieron de apoyo a esta industria textil hoy, en franco retroceso. Las jarapas son los productos que salen de estos talleres. Son piezas de distinto tamaño, tejidas a base de tiras de tela de distintos colores obtenidas de tejidos usados. El uso casual de los distintos colores hace que cada producto sea exclusivo.
- Los trabajos con esparto son otra de las actividades artesanales de la población, aunque el efecto de la recesión se hace aún más evidente que en los casos anteriores, ya que la rentabilidad económica es mínima. No obstante aún quedan algunos talleres en el pueblo de San José.

#### Actividades culturales, lúdicas y deportivas
Las condiciones climáticas benignas durante la mayor parte del año, el atractivo y peculiar paisaje terrestre y marino, y el valor ecológico del entorno, hacen del parque un escenario con grandes aptitudes para la práctica de actividades al aire libre.
Los deportes náuticos ocupan gran parte de la oferta disponible para el visitante en las distintas localidades del parque. Diversos centros de buceo y establecimientos de alquiler de barcos, motos náuticas y piraguas que además organizan excursiones guiadas, son ejemplos de algunas de las actividades que pueden practicarse, además de otras con carácter fundamentalmente individual como la natación, el esquí acuático, el surf, la vela o el windsurf.
No en vano, las aguas del parque están consideradas entre las más limpias y transparentes del Mediterráneo, lo que las hace excelentes para la práctica del eco-submarinismo.
Por otra parte, el Plan de Desarrollo Sostenible apunta que la alta afluencia al parque de personalidades relacionadas con las artes en cualquiera de sus modalidades, sirve de motor sociocultural y económico y constituye un instrumento esencial para la promoción de los valores naturales y culturales, lo que supone un potencial que, debidamente gestionado, puede atraer un turismo de alto poder adquisitivo y escasas repercusiones negativas en el medio.
De hecho no es reciente el uso del espacio protegido como escenario de producciones cinematográficas, televisivas, pictóricas o literarias, entre las que, a modo de ejemplo, pueden citarse:
- Ojo por ojo: Película de 1953 en la que el director francés André Cayatte, descubre el Cabo de Gata como escenario cinematográfico.[33]
- Campos de Níjar: Retrato literario del Levante Almeriense escrito por Juan Goytisolo en 1959.
- Lawrence de Arabia: Largometraje dirigido por David Lean en 1962. Se rodaron escenas en las dunas de Cabo de Gata y el pueblo de Carboneras, además de Tabernas, Almería y otros lugares de Andalucía.
- Cleopatra: Producción de 1963 dirigida por Joseph L. Mankiewicz, en la que los paisajes desérticos de Tabernas y Cabo de Gata son utilizados en el rodaje de exteriores.
- El bueno, el feo y el malo: Uno de los numerosos “spaghetti western” filmados por Sergio Leone en la provincia de Almería. Esta producción de 1966 cuenta con una escena rodada en un cortijo de las afueras de San José, hoy rehabilitado respetando la arquitectura original y convertido en hotel.
- Patton: Largometraje dirigido por Franklin J. Schaffner entre 1969 y 1970 en el que San Miguel de Cabo de Gata es convertido en un poblado árabe.
- Curro Jiménez: Serie televisiva española emitida entre 1976 y 1978 que, aunque ambientada en la Serranía de Ronda, cuenta con escenas de algunos capítulos rodados en el parque natural. Fue dirigida por Antonio Drove, Mario Camus y Joaquín Romero.
- Deprisa, deprisa: Película de 1981 dirigida por Carlos Saura en Los Escullos.
- Indiana Jones y la última cruzada: Largometraje dirigido por Steven Spielberg en 1989 en el que pueden reconocerse distintas localizaciones rodadas en el parque natural y otros puntos de la ciudad y la provincia de Almería.
- El espíritu del Cabo. Obra literaria de Miguel Ángel Blanco Martín publicada en 1997 con ilustraciones de Ginés Cervantes Ballesta.
- Ave María: Vídeo promocional de la canción homónima interpretada por David Bisbal. Grabado en 2002 en la playa de Mónsul.
- Los Hombres de Paco: Comedia televisiva dirigida por José Ramón Ayerra, David Molina y Don Pedro Muñoz Real estrenada en 2005, en la que son recurrentes los capítulos rodados y ambientados en el espacio protegido.
- Vis a vis:Serie dramática de televisión que transcurre en una cárcel. Algunas escenas de la primera y segunda temporada se ruedan en el playazo de Rodalquilar

Cabe reseñar que en 1999, la tala prevista de una pequeña arboleda en el pueblo de San José originó las protestas ciudadanas que desembocaron en la celebración del festival cultural Experiencia Espantapitas. La asociación "El Marrajo", organizadora del evento ha hecho posible que desde entonces venga celebrándose anualmente en distintas localidades almerienses, contando además desde los últimos años con una cita promocional en la ciudad alemana de Berlín.

#### Folclore y fiestas populares
La escasa población y el aislamiento geográfico que han caracterizado históricamente el territorio del parque natural han dado como resultado un patrimonio folclórico escaso y poco documentado, situación que no puede hacerse extensiva a otras poblaciones próximas como Almería, Carboneras, Mojácar, Níjar o Pechina.
El Programa de ayuda a la cultura almeriense del Departamento de Cultura de la Diputación Provincial de Almería cuenta con algunas actuaciones encaminadas a proteger, promover y difundir las manifestaciones tradicionales del área, entre ellas el apoyo al grupo folclórico nijareño Las Refajonas cuyo objetivo es recuperar el traje y el baile autóctono, conocido como fandango de Níjar. Este grupo además está recuperando una de las más antiguas tradiciones de la comarca, hoy casi desaparecida: el Baile de los Palillos.
Como es común en la costa mediterránea española, la festividad de San Juan es celebrada durante la madrugada del 23 al 24 de junio en la práctica totalidad de los núcleos poblacionales costeros con hogueras en la playa, alrededor de las cuales convergen el aspecto lúdico de toda fiesta, con los ritos esotéricos cuya tradición se remonta a épocas remotas.
Con un carácter menos pagano, en La Isleta del Moro se saca en procesión a la Virgen del Carmen sobre barcos pesqueros. Junto a ésta, la romería a la ermita de Torregarcía, donde se conmemora la aparición de la Virgen del Mar según la creencia popular, son dos de las manifestaciones religiosas más arraigadas entre la población.

### Aprovechamiento de los recursos
La fertilidad del suelo está limitada por una serie de factores concurrentes que limitan la productividad agrícola: el déficit hídrico, los suelos poco profundos, la elevada pendiente que acelera la erosión, la gran cantidad de piedras y afloramientos rocosos y la salinidad del medio se cuentan entre ellos.
No obstante, la agricultura intensiva bajo plástico se ha convertido a partir de finales del siglo XX en una de las actividades ocupacionales de mayor arraigo en el área de influencia socioeconómica del parque, con especial relevancia en el Campo de Níjar y el Golfo de Almería, donde son mayoritarias las producciones de tomate, calabacín, pimiento y melón. En el interior del parque, solo puede destinarse suelo a esta actividad en las zonas catalogadas por el PORN de 2008 como áreas C2 (áreas D3 en el antiguo PORN de 1994), estando dedicada únicamente el 30% de la superficie, según los datos registrados en el PDS de 2004.
Los principales problemas derivados de esta práctica se fundamentan en la baja incidencia de las producciones ecológicas, la implantación de invernaderos ilegales y la generación de abundantes residuos, especialmente plásticos deteriorados, sustratos artificiales y excedentes de la producción. Por otra parte, hay que tener en cuenta la alta repercusión social que tiene cualquier contratiempo relacionado con la actividad al tratarse de un gran número de pequeñas explotaciones, inferiores a 5 ha, de distintos propietarios.

#### Caza
La actividad cinegética es limitada debido a la escasez de especies de interés, casi exclusivamente conejos (Oryctolagus cuniculus), jabalíes (Sus scrofa), liebres (Lepus europaeus) y perdices (Perdix perdix), y a la baja densidad de las poblaciones. Por esta razón, la aportación económica a la renta de los habitantes del parque es mínima.

#### Ganadería
La severidad del clima y la estacionalidad y escasez de pastos dan como resultado la baja producción ganadera en el área protegida. Menos de 40 ganaderías, según Boza López y Robles Cruz (1998), caracterizadas por tener mayoritariamente un tamaño inferior a 250 cabezas que se explotan en régimen semiextensivo, siendo combinado el pastoreo con alimentación en pesebre.
Las reses, ovino de carne y caprino de leche casi de forma exclusiva, se agotan pronto dada la dureza del espacio, lo que supone un problema añadido a la referida baja productividad, cuya solución, parece estar relacionada con la catalogación como producción ecológica y la mejora de la promoción y de las cadenas de comercialización.

#### Minería
La minería constituye una actividad ocupacional histórica en la comarca desde la época romana, adquiriendo un interés especial por su valor económico la explotación de los recursos auríferos de origen volcánico.
El PORN de 2008 prohíbe expresamente la actividad minera salvo en las zonas alteradas previamente (C3), en las que aún existe cierta actividad en evidente regresión, recogiéndose solo 12 concesiones en el Inventario de Canteras, Graveras y Minas de Andalucía, publicado por la Consejería de Agricultura, Pesca y Medio Ambiente en 1988/89, en la que se incluyen 7 explotaciones de bentonita, 3 de áridos, 1 de yeso y otra de sal común, si bien algunas de ellas se encuentran inactivas.
La explotación salinera, única de estas características en la provincia de Almería, tiene una producción anual media de 30 000 Tm de sal común, y cantidades sustancialmente inferiores, ligadas a la extracción principal, de bromuros, cloruros y sulfato de magnesio. El PDS de 2004 considera que esta actividad es compatible e incluso interesante para la conservación ambiental.
No ocurre así con el resto de las explotaciones, que implican la pérdida de recursos geológicos, edáficos y botánicos, interfiriendo en la vida salvaje y alterando el paisaje. No obstante, la importancia económica que supone la extracción de bentonita, correspondiente al 77,7% de la producción nacional, y la dificultad de anular derechos históricos de explotación, son los argumentos esgrimidos por la administración andaluza para justificar su existencia en el PDS de 2004, que por otra parte destaca la política de recuperación de estos derechos desarrollada por la Consejería de Empleo y Desarrollo Tecnológico de la Junta de Andalucía, habiendo descendido el número de concesiones en 156 en el periodo comprendido entre 1996 y 2002.

#### Pesca
La pesca, prohibida en las seis reservas marítimas y limitada en el resto del espacio protegido, constituye una actividad tradicional que, lejos de afectar negativamente a la biodiversidad marina, supone un efecto positivo tanto para los valores ecológicos del parque, como para la afluencia turística al aumentar la oferta de ocio con posibilidad de la práctica de deportes náuticos, proporcionar importantes materias primas a la gastronomía local, diversificar el estilo de vida de la población y enriquecer el paisaje con barcas artesanales de pequeño calado que salpican las playas del parque.
La pesca de arrastre está totalmente prohibida en la franja litoral protegida, si bien su práctica clandestina, aunque en regresión, aún requiere de actuaciones administrativas. Los barcos autorizados por el Ministerio de Medio Ambiente, Medio Rural y Marino, un total de 37, proceden de los puertos vecinos de Almería (18), Carboneras (17) y Garrucha (2), siendo el palangre, el arte de pesca más extendido.
Con una repercusión económica mínima o nula, la práctica artesanal con pequeños botes fondeados en las playas de Agua Amarga, Las Negras, La Isleta, San Miguel de Cabo de Gata y Los Escullos o en el puerto deportivo de San José tiene como finalidad mayoritaria el autoabastecimiento.
Tampoco la instalación de piscifactorías está permitida en el área protegida, pero existen algunas explotaciones cercanas que, a pesar de ofrecer alimento adicional a individuos que viven en libertad, pueden suponer un riesgo para el ecosistema debido a la afluencia masiva de depredadores que harían peligrar el equilibrio ecológico.
La pesca comercial tiene entre sus principales objetivos la captura del borazo (Pagellus acarne), la caballa (Scomber scombrus), el carabinero (Aristeomorpha foliacea), el emperador (Xiphias gladius), la gamba blanca (Parapenaeus longirostris), la gamba roja (Aristeus antennatus), el jurel (Trachurus trachurus), la melva (Auxis rochei), el pez sable (Lepidopus caudatus)... En cuanto a la pesca artesanal, las especies obtenidas son numerosas, contándose entre las más frecuentes, brecas (Pagellus erythrinus), burros (Plectorhinchus mediterraneus), chipirones (Loligo spp), corvinas (Argyrosomus regius), dentones (Dentex dentex), doradas (Sparus aurata), galanes (Xyrichtys novacula), herreras (Lithognathus mormyrus), lampugas (Coryphaena hippurus), lubinas (Dicentrarchus labrax), palometas (Brama brama), pargos (Pagrus pagrus), rayas (Raja spp), sargos (Diplodus sargus) o verrugatos (Umbrina cirrosa).

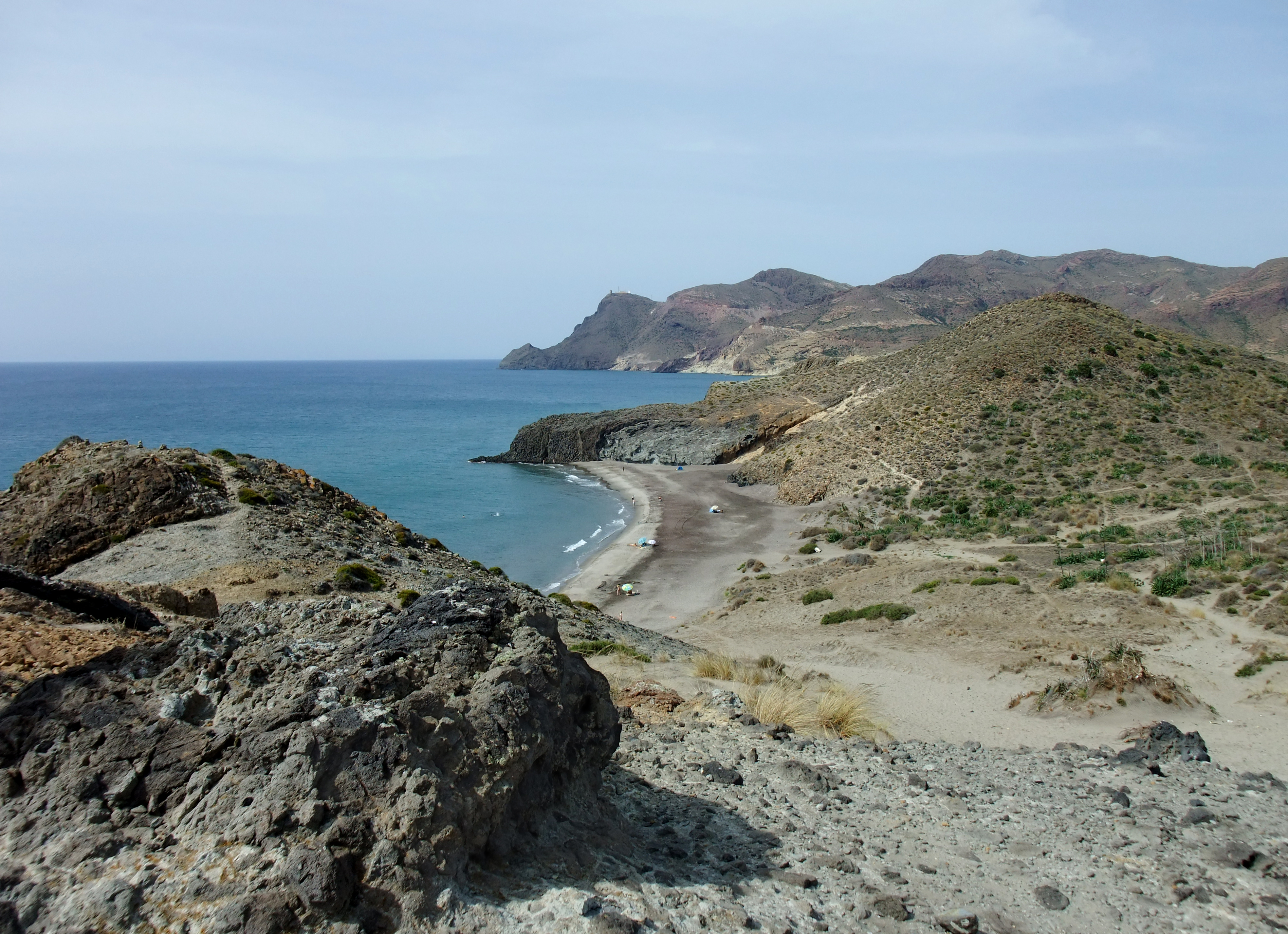
La playa del Barronal es una de las zonas que más turismo atrae a los visitantes del parque natural

#### Turismo

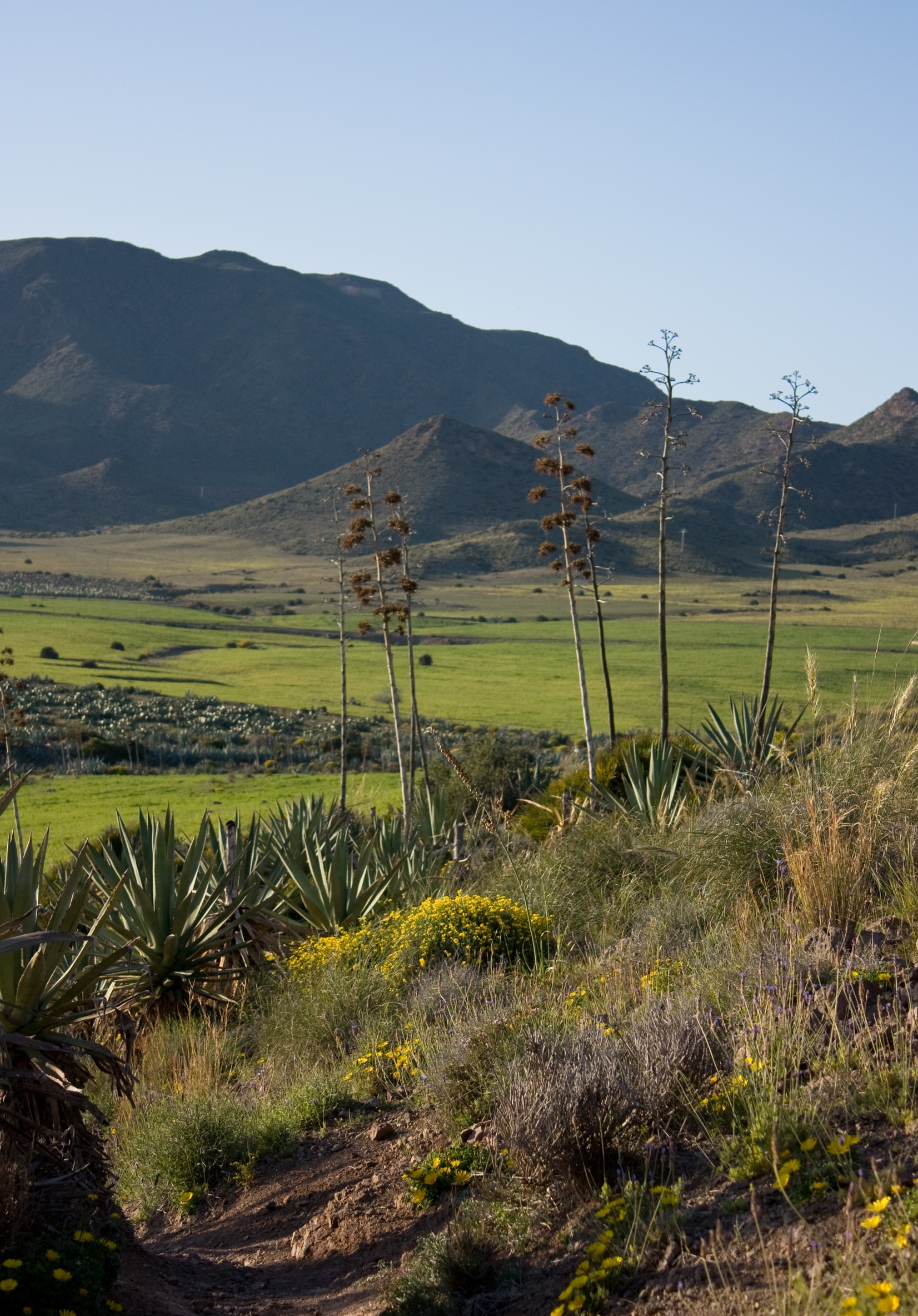
Vista del exterior del parque natural

La excelente calidad de las playas, el clima benigno y el interés ecológico hacen del entorno un destino turístico que ve incrementada progresivamente la afluencia de visitantes, si bien, estas actividades están limitadas por la legislación vigente con el objeto de preservar el entorno y garantizar la calidad de los servicios prestados.
Además de las limitadas plazas de alojamiento disponibles en las localidades del parque y el área de influencia socioeconómica, algunos de los núcleos turísticos más concurridos del litoral almeriense como Vera, Mojácar, Roquetas de Mar o la propia capital de la provincia, se hallan a escasa distancia del mismo, permitiendo la afluencia de turistas que no pernoctan en ellas.
Aunque con menos repercusión económica, el turismo basado en la "segunda residencia" es considerable en número de usuarios, suponiendo un mayor riesgo debido al impacto ambiental originado por un mayor número de habitantes temporales que requieren una inversión en infraestructuras y servicios públicos desproporcionada con relación a su aportación tributaria.
Los recursos turísticos dan como resultado una amplia oferta ocupacional para los habitantes del parque, especialmente durante la temporada estival en la que se requiere mano de obra foránea para cubrir puestos de trabajo en hostelería, restauración, comercio y servicios.
En cuanto al turismo de playa las de San José, Monsul, Genoveses, Carboneras, en especial la playa de los Muertos, Las Negras, San Miguel de Cabo de Gata, Cala de San Pedro, La Isleta del Moro y el playazo de Rodalquilar suelen ser las más visitadas y conocidas de este parque natural.

#### Impacto humano sobre el espacio natural
La escasa densidad poblacional que históricamente ha caracterizado a esta árida región del sureste peninsular, y el respeto a los usos tradicionales del medio, han conseguido que las modificaciones del entorno natural hayan sido escasas, manteniendo el espacio terrestre y marítimo prácticamente virgen.
A pesar de ello y de la amplia normativa legal que ampara la preservación de los espacios naturales y la restauración y promoción de los culturales, el espacio protegido no está exento de las actuaciones que incumplen estos preceptos. Sirva de ejemplo el polémico hotel construido en la playa del Algarrobico a partir de 2003, causante de movilizaciones por parte de asociaciones ecologistas que desembocaron en la paralización de las obras por orden judicial, estando pendiente la demolición del edificio y restauración del espacio a su estado original.

### Infraestructuras y servicios

#### Accesos y comunicaciones
La A7-Autovía del Mediterráneo discurre paralelamente al límite occidental del parque, pudiendo accederse al mismo desde varias de sus salidas a lo largo del trazado:
- 467 – Cabo de Gata, Retamar, El Toyo,
- 471 – San José, San Isidro, P.N. Cabo de Gata-Níjar
- 479 – Níjar Sur, San Isidro
- 481 – Níjar Norte, Lucainena de las Torres
- 487 – Campohermoso, Las Negras
- 494 – Carboneras, P.N. Cabo de Gata-Níjar

Las carreteras nacionales N-341 y N-344, y las comarcales AL-3106, AL-3108, AL-3111, AL-3112, AL-3115, AL-3201, AL-4200, AL-5105 y AL-5106 comunican esta vía y las localidades circundantes con los distintos parajes y poblaciones del parque, así como éstos entre sí.
La diseminación de viviendas rurales aisladas requiere el trazado de numerosos caminos públicos y privados, algunos de ellos con acceso restringido que pueden ser aprovechados para el excursionismo.
La ciudad de Almería, cuyo centro urbano dista a poco más de 17 km del límite occidental del parque, dispone de puerto y aeropuerto internacionales, además de una estación intermodal de ferrocarril y autobuses de línea. En Carboneras existe además un puerto mercante para servicio de la industria comarcal.
En el interior del parque, los únicos transportes públicos existentes se reducen a autobuses de línea y taxis, con paradas en los principales núcleos urbanos.

#### Equipamientos del parque
La Agencia Andaluza de Medio Ambiente ha dotado al espacio natural de una serie de instalaciones que tienen como objetivo facilitar la visita, el estudio, la divulgación y el disfrute del patrimonio existente en su territorio:

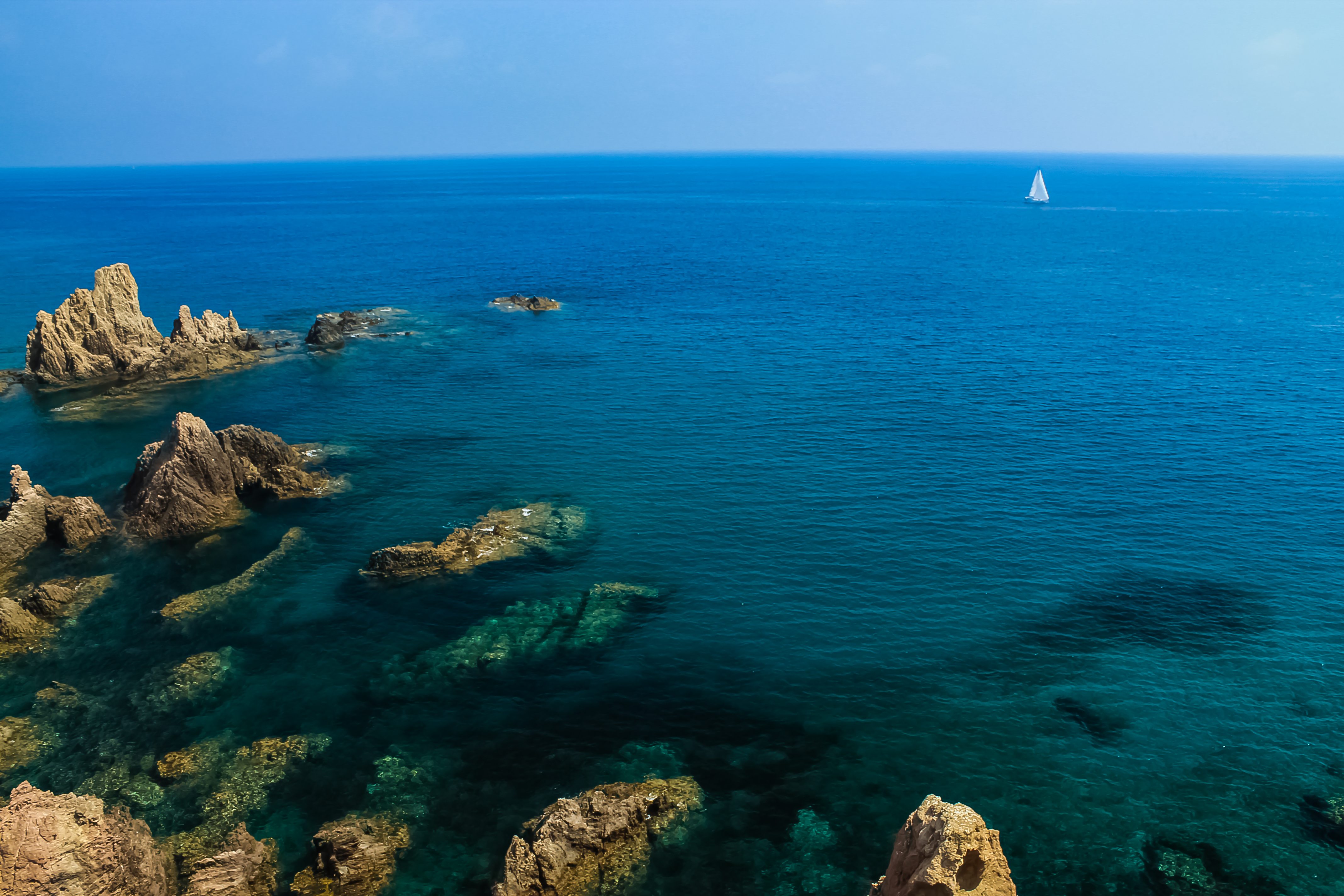
Arrecife de Las Sirenas

- Centro de visitantes de Las Amoladeras.
- Jardín Botánico del Albardinar.
- Aulas de la naturaleza "Cabo de Gata" y "El Bujo".
- Observatorio de aves de las Salinas de Cabo de Gata.
- Miradores en La Isleta del Moro, La Amatista, Las Amoladeras, Las Sirenas y Los Muertos.
- Puntos de información en La Isleta del Moro, La Amatista, Las Sirenas, Los Muertos, Noria de Pozo de los Frailes y Rodalquilar.

Las antiguas instalaciones de las explotaciones mineras de Rodalquilar, adquiridas por la Junta de Andalucía en la década de 1990, sirven de soporte al complejo de servicios operativos y ecoturísticos del Geoparque que se ocupa, entre otras cuestiones, de dotar y gestionar la Casa de los Volcanes.
Durante 2009 se están instalando en los dieciséis senderos propuestos, señales interpretativas con carácter didáctico sobre un centenar de puntos de interés geológico.
Por otra parte, además de la oferta hotelera en los distintos pueblos del parque, la documentación editada por la Junta de Andalucía indica la existencia de las siguientes instalaciones:
- Complejo turístico en Los Escullos, La Molatilla, San José, y Rambla de Morales.
- Área de acampada vigilada de Rodalquilar.
- Albergue en San José.
- Cortijo Aloe en San José.
- Casa rural "Villa Cepillo"

### Características del fondo marino y fauna

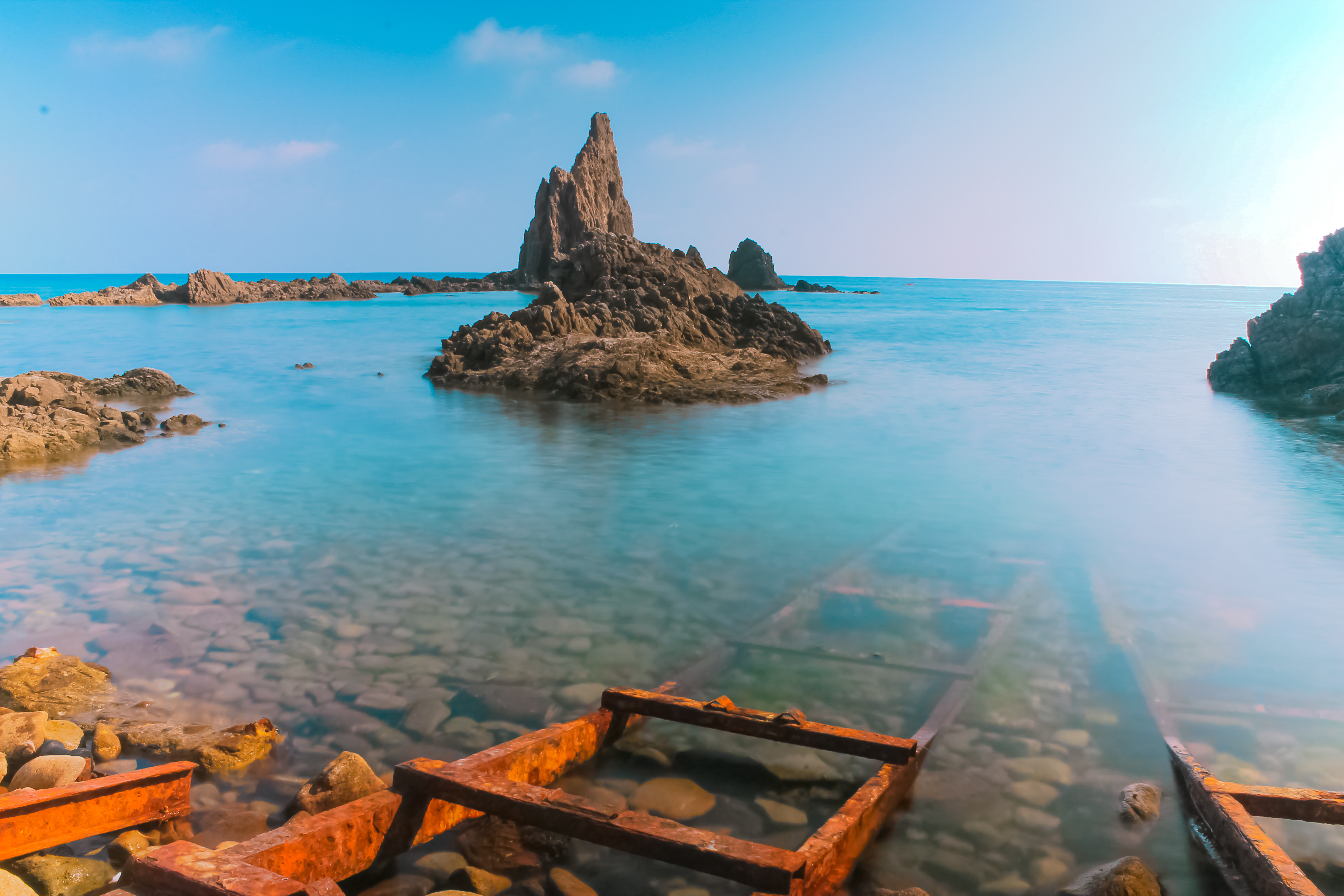
Arrecife de Las Sirenas

En el parque natural hay una extensión marítima protegida de 12 000 ha correspondientes a una milla marina desde la costa, con más de mil especies entre flora y fauna, que hacen que en conjunto, dados los aspectos geológicos de vulcanismo descritos, se pueda hablar de un biotopo marino de primer orden.
Los acantilados, que representan el mayor porcentaje en la costa de Níjar, tienen una variada continuación bajo el agua, con variedad de fondos, como grutas, cuevas, paredes, extraplomos, bloques y afloramientos magmáticos típicos de orígenes volcánicos y erosión marina, generadores de uno de los fondos marinos más bellos y mejor conservados del mediterráneo.
La composición rocosa y la claridad de sus aguas, de hasta 18-20 metros en óptimas condiciones, lo convierte en un paraíso para el buceo contemplativo y fotográfico.
En algunos parajes, como Mónsul o Rodalquilar, podemos disfrutar de esta belleza a tan solo un metro de profundidad, pudiendo, hasta los más tímidos bañistas, sorprenderse de esta inusual riqueza. Será a partir de los 5 metros y hasta los 20 donde los más experimentados disfruten de un espectáculo único que dividiremos para su mejor comprensión en tres fondos:
- Fondo de arenas

El primero, con variedad de grosor en las arenas, muestra la fina a mayor profundidad, asentada en un fondo limoso con fanerógamas marinas, que son, más que algas, verdaderas plantas con flores, con una rica fauna camuflada entre los sedimentos: moluscos bivalvos como las coquinas, chirlas, etc., gasterópodos como la cañailla, los huevos de nática y cefalópodos, como la jibia.
También erizos y otros equinodermos famosos, como la estrella de arena; crustáceos variados de tipo cangrejo y un sinfín de peces como el salmonete, la herrera, el tordo, etc.
- El fondo de rocas.

En él se encuentra, a poca profundidad, la cubierta vegetal repleta de algas, esponjas, madréporas, anémonas, falso coral, anélidos, moluscos, erizos y estrellas, como la purpúrea y peces de colores como el pez Múco o Reyezuelo, el Verrugallo, el Pez Verde, la Mojarras y a mayor profundidad, el Mero, la Morena y el Rascacio. Todos ellos encuentran grandes cantidades de alimentos entre las algas y refugio en las grietas, en un delicado equilibrio con el que todos debemos colaborar.
- Llanuras de posidonia.

Es la posidonia una fanerógama con flores, hojas, rizomas y raíces. Forma amplias praderas sustentadoras de la producción primaria, la oxigenación e incluso influye en el movimiento de las masas de agua. Asentada inicialmente en fondo rocoso a 20 m de profundidad, es poblada por numerosas especies de equinodermos y cefalópodos (pulpo común), la nacra (bivalvo gigante) y las estrellas rojas.

## Algunas distinciones
- En el año 2010 el diario americano The New York Times publicó un reportaje, definiendo las playas del parque natural del Cabo de Gata-Níjar como el paraíso de Europa.[42]
- En 2010 el parque natural Cabo de Gata-Níjar recibió más de 192 000 visitantes,[43]
- Bandera de Q de Calidad y Bandera Azul para las playas de San José y Agua Amarga.[44]
- Primer puesto en 2007 por la revista digital 20 minutos para la playa de los Muertos, Carboneras (Ganador Anual de ese año).